# Кишинівський тролейбус
Кишинівський тролéйбус (рум. Regia Transport Electric Chișinău) — тролейбусна система столиці Молдови Кишинева з 12 жовтня 1949 року. Протяжність ліній ~265 км.

## Історія
Передумови

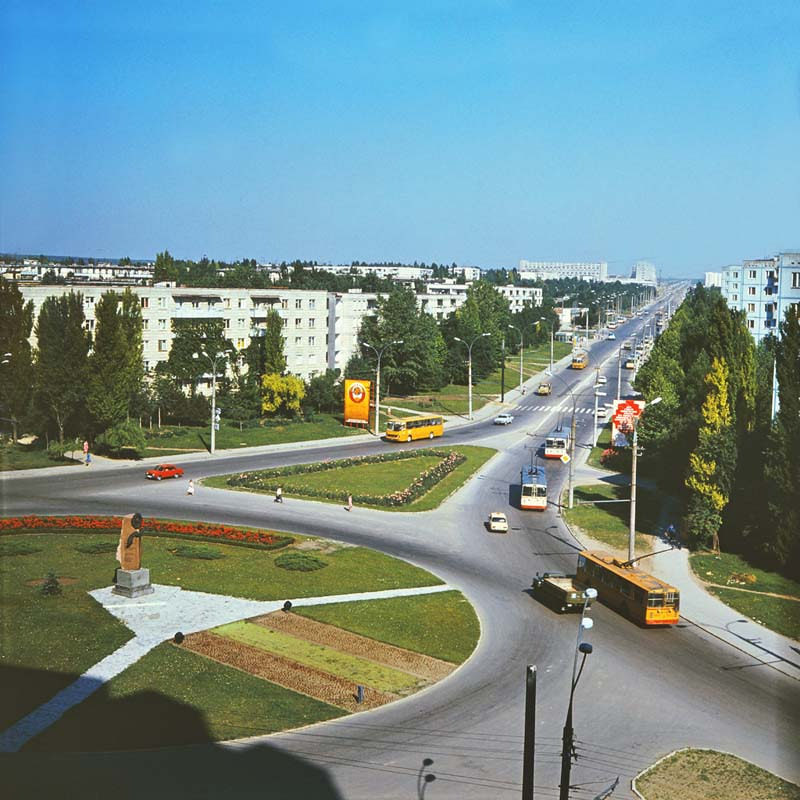
Piața Unirii Principatelor (1980)

Історія кишинівського громадського транспорту бере з початку 29 жовтня 1888 року, з пуском в місті першої лінії кінно-залізної дороги. З 22 січня 1914 року конку замінив електричний трамвай. Перед Другою світовою війною Кишиневом курсували 50 трамвайних вагонів, довжина маршрутної мережі кишинівського трамвая становила 14 км. У 1944 році, під час Яссько-Кишинівської операції, відступаюча гітлерівська армія знищила майже весь рухомий склад кишинівського трамвая, частина вагонів була вивезена відступаючими військами. До 1949 року силами кишинівських робочих вдалося відновити лише 20 вагонів, що не могло вирішити транспортну проблему міста.
Тролейбусний рух
1949 року міська рада Кишинева ухвалила рішення щодо організацію в місті тролейбусного руху. Перший тролейбусний маршрут було відкрито 12 жовтня 1949 році. Тролейбуси курсували від залізничного вокзалу до Медичного інституту. На вулиці Леніна (нині — проспект Штефана чел Маре) були демонтовані трамвайні колії. З 1961 року трамвайний рух в Кишиневі було повністю припинено, тролейбус залишився єдиним видом електротранспорту в місті.
В перший рік експлуатації тролейбусної системи на лінію виходили 6 тролейбусів МТБ-82Д.
У 1950 році кількість машин досягла 12, довжина маршрутів — 8,8 км.
1959 року відкрився тролейбусний парк № 1, кількість тролейбусів досягла 50. Тролейбусна мережа постійно розвивалася. 1966 року відкрився тролейбусний парк № 2, зі стін якого на маршрути стали виходити 74 машини. У 1986 році відкрився тролейбусний парк № 3, розташований в секторі Карбівки, який зараз обслуговує близько 35% тролейбусного руху в місті.
Сучасний стан

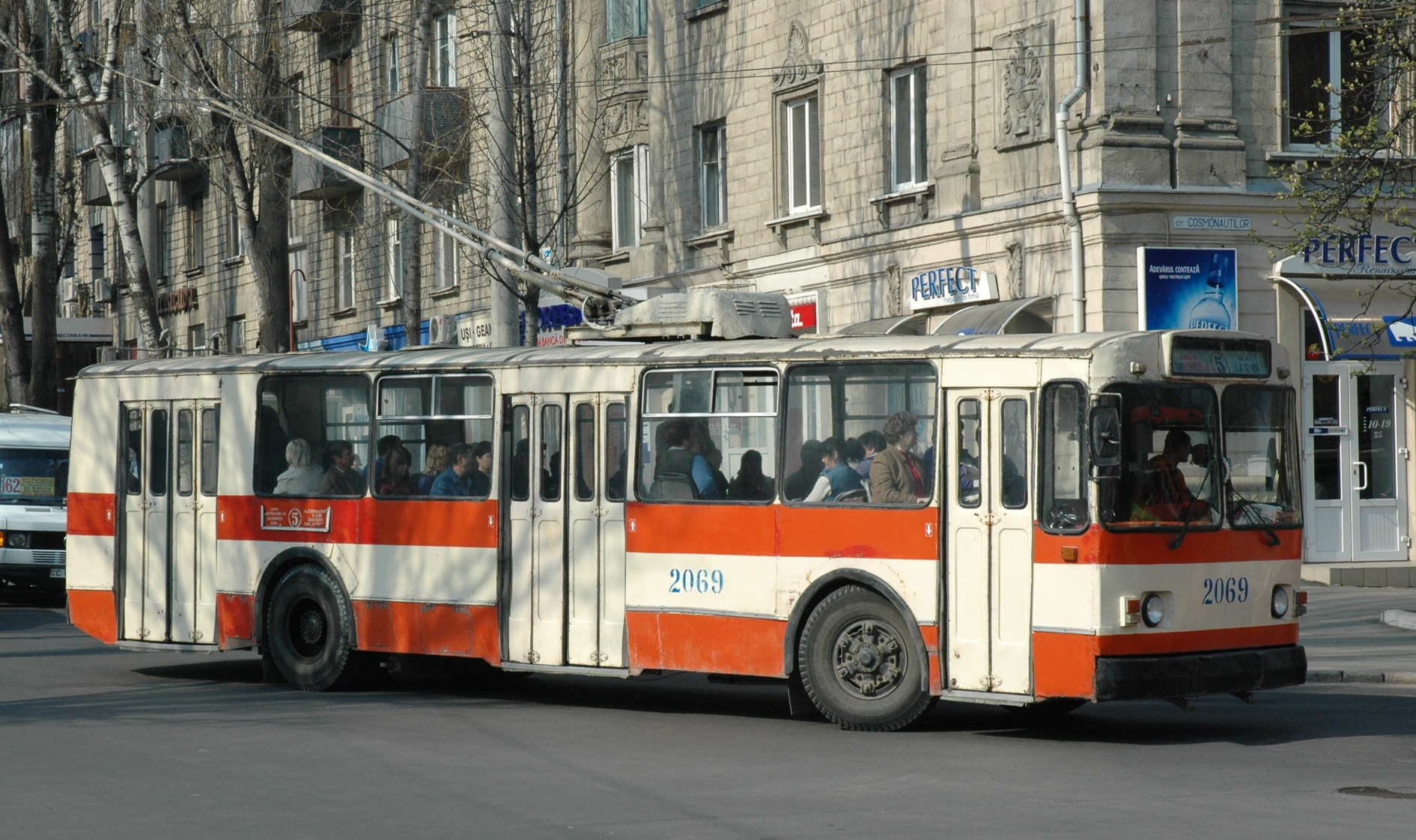
ЗіУ-682 на маршруті № 5

На теперішній час тролейбусна мережа міста охоплює всі сектори Кишинева — від Південного автовокзалу (південна околиця Кишинева) до вулиці Іон Думенюк в секторі Карбівки (північна околиця міста), тролейбусне сполучення налагоджено між центром міста і його спальними районами (Стара Пошта, Буюкани, Скулянка, Ботаніка, Телецентр, передмістя Дурлешти). Щодня на лінії в «годину-пік» виходить близько 300 тролейбусів. Протяжність найдовшого маршруту № 13 — досягає 16,1 км в одному напрямку.
У 1996 році у Кишинів надійшло 4 тролейбуси ЮМЗ Т1 (№ 2127—2130) 1996 року випуску. Одна машина (№ 2128) списана у 2017 році.
28 квітня 2011 року відбулася презентація та офіційний вихід на лінію перших 22 нових тролейбусів БКМ-321 з партії 102 таких машин, придбаних перед виборами за кредитом Європейського банку реконструкції та розвитку. Нові тролейбуси вийшли на маршрут № 22. 
З 6 травня 2011 року маршрут № 22 був подовжений до Воріт Міста, і став основним сковзним стрижневим маршрутом міста. Маршрут № 28 подовжений до залізничного вокзалу замість маршруту № 22. Виходи на маршрут № 18 помітно скорочені. Для водіїв на нових тролейбусах БКМ-321 була введена нова уніформа з синіми сорочками та краватками.
15 жовтня 2011 року в Кишиневі на Площі Великих Національних Зборів відбулася урочиста церемонія з нагоди надходження всіх 102 тролейбусів БКМ-321. Після виступу представників заводу «Белкомунмаш», офіційних осіб Посольства Республіки Білорусь в Молдові, і генерального Примара Кишинева відбулася символічна передача ключів від нових тролейбусів. Після цього відбувся тролейбусний парад, по площі проїхали всі 102 тролейбуса БКМ-321, три з яких були ще в заводському стані і не мали бортових номерів.
У червні 2012 року був зібраний перший тролейбус Управлінням електротранспорта Кишинева (УЭТК), який почав працювати на маршрутах міста з липня 2012 року.

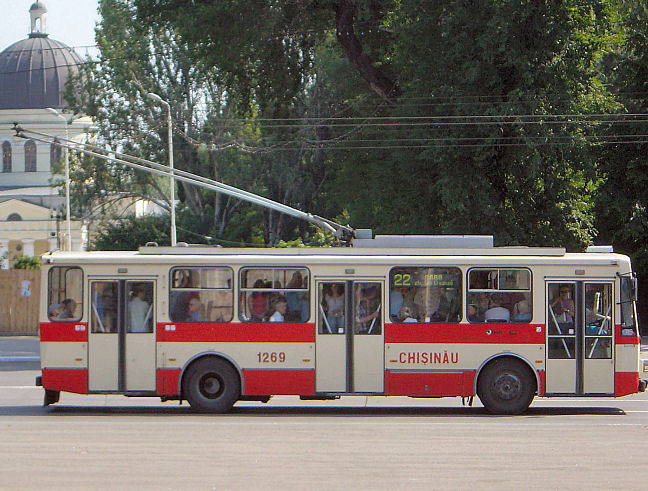
Кишинівський тролейбус

З 1 вересня 2017 року збільшилась кількість тролейбусів на лініях у будні дні до 302-х одиниць. Відновлені маршрути № 11 та № 16.
7 квітня 2018 року в столичних тролейбусах оголошення зупинок доповнили історичними анотаціями. Короткі анотації лунають з динаміків в тролейбусних маршрутах № 10, 22 та 24. За два тижні нові оголошення вже  запровадили у 90 тролейбусах. Проеєкт історичних анотацій до назв зупинок запустили в пробному режимі.
5 вересня 2023 року введені в експлуатацію 10 швейцарських тролейбусів моделі «Ganz Solaris Trollino», які мають низьку підлогу, пандус для пасажирів з особливими потребами, кондиціонер, пасажиромісткість — 160 осіб.

## Маршрути
З 25 березня 2019 року в Кишиневі діють 30 тролейбусних маршрутів.
Кишинівський тролейбус працює з 05:07 до 22:00 годин, маршрути № 22 і 24 — до 01:21 годин.

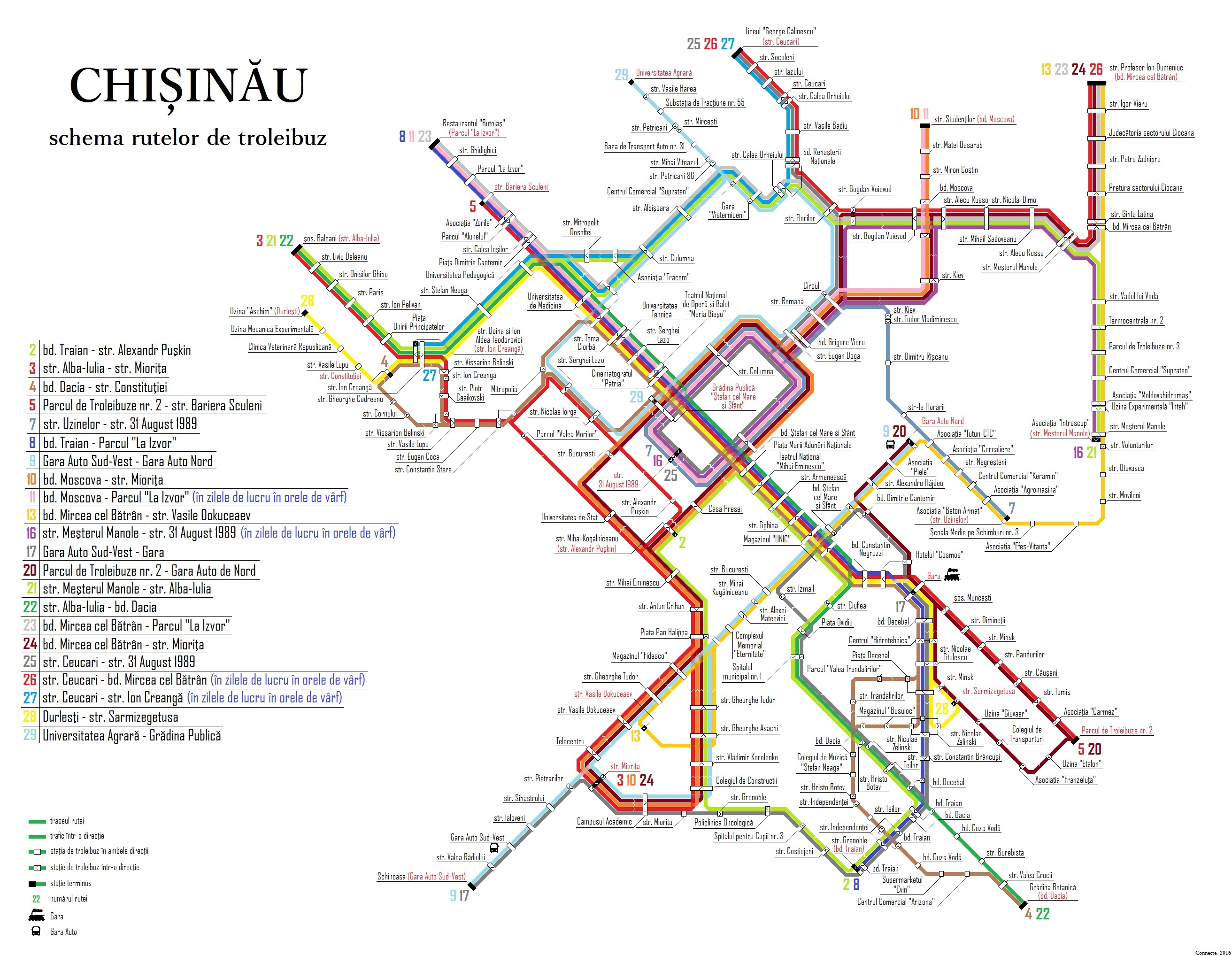
Схема тролейбусних маршрутів станом на грудень 2016 року

| Перелік тролейбусних маршрутів | Перелік тролейбусних маршрутів | Перелік тролейбусних маршрутів               | Перелік тролейбусних маршрутів |
| №                              | Пункт відправлення             | Пункт прибуття                               | Примітки |
| ------------------------------ | ------------------------------ | -------------------------------------------- | --- |
| 1                              | Дурлешти                       | Вулиця Сармезегетуза                         | Відновлений з 01.10.2017, перейменований з маршруту № 28. Скасовувався з 15.12.2015 |
| 2                              | Бульвар Траяна                 | Бульвар Траяна                               | Кільцевий |
| 3                              | Вулиця Алба-Юлія               | Вулиця Міоріца                               | |
| 4                              | Бульвар Дачія                  | Вулиця Іон Крянге                            | Діє з червня 2012 |
| 5                              | Тролейбусний парк № 2          | Вулиця Бар'єра Скулень                       | Через залізничний вокзал |
| 6                              | Студентська вулиця             | Дурлешти                                     | Скасований |
| 7                              | Вулиця Узинелор                | Вулиця 31 Серпня 1989                        | З 01.06.2012 скорочений до вул. 31 Серпня 1989 |
| 8                              | Бульвар Траяна                 | Парк «Алунелул»                              | Відновлений з 18.07.2011 |
| 9                              | Південно-Західний автовокзал   | Північний автовокзал                         | Через Південний автовокзал |
| 10                             | Бульвар Москова                | Вулиця Міоріца                               | |
| 11                             | Бульвар Москова                | Парк «Ла Ізвор»                              | Відновлений рух з 01.09.2017. На літній період з 01.06.2017 тимчасово скасовувався |
| 12                             | Бульвар Мірча чел Бетрин       | Вулиця Алексея Матеєвича                     | Відновлений маршрут з 15.01.2019. До того припиняв роботу у 2007 році |
| 13                             | Бульвар Мірча чел Бетрин       | Вулиця Докучаєва                             | Через Північний атовокзал. З 01.11.2012 подовжений до вул. Докучаєва |
| 14                             | Студентська вулиця             | Шосе Балкань                                 | Скасований з 01.11.2014 |
| 15                             | Бульвар Дачія                  | Площа Конституції                            | Скасований |
| 16                             | Вулиця Мештерул Маноле         | Вулиця 31 Серпня 1989                        | Відновлений рух з 01.09.2017. На літній період з 01.06.2017 тимчасово скасовувався |
| 17                             | Південно-Західний автовокзал   | Залізничний вокзал                           | Через Південний автовокзал |
| 18                             | Ботанічний сад                 | Парк «Алунелул»                              | Скасований з 01.12.2011 |
| 19                             | Студентська вулиця             | Ботанічний сад                               | Призначався з 16.05.2011. Скасований з 01.11.2011 |
| 20                             | Тролейбусний парк № 2          | Шосе Мунчешть                                | З 01.01.2013скорочений маршрут до Північного автовокзалу |
| 21                             | Вулиця Мештерул Маноле         | Вулиця Алба-Юлія                             | |
| 22                             | Вулиця Алба-Юлія               | Бульвар Дачія                                | З 01.08.2017 працює до 01:00. З 05.07 по 30.10.2016 в якості експерименту пілотного проекту по курсуванню тролейбусів в нічний час працював до 02:00. 6 травня 2011 року маршрут № 22 був подовжений до Воріт Міста |
| 23                             | Бульвар Мірча чел Бетрин       | Парк «Ла Ізвор»                              | |
| 24                             | Бульвар Мірча чел Бетрин       | Вулиця Міоріца                               | З 01.08.2017 працює до 01:00. З 05.07 по 30.10.2016 в якості експерименту пілотного проекту по курсуванню тролейбусів в нічний час працював до 02:00. З 09.07.2014 маршрут був подовжений до вулиці Міоріца         |
| 25                             | Вулиця Чеукарь                 | Вулиця 31 Серпня 1989                        | |
| 26                             | Вулиця Чеукарь                 | Бульвар Мірча чел Бетрин                     | |
| 27                             | Вулиця Чеукарь                 | Вулиця Іон Крянге                            | Відкритий 01.11.2012. На маршруті працює 5 тролейбусів на автономному ході. З 02.01.2013 був запроваджений маршрут № 27 від Старої Пошти до кінотеатру «Флакера» з режимом роботи по робочих днях в «години-пік»    |
| 28                             | Дурлешти                       | Вулиця Сармезегетуза                         | Призначений 15.12.2015 з подовженням до вул. Сармезегетуза. Перейменований з 01.10.2017 на маршрут № 1 |
| 29                             | Аграрний університет           | Парк «Штефан чел Маре»                       | |
| 30                             | Національний аеропорт          | Вулиця 31 Серпня 1989                        | Відкритий 27.06.2017. Обслуговують тролейбуси з автономним ходом. |
| 31                             | Вулиця 31 Серпня 1989          | Синджера                                     | Відкритий 07.05.2018. На віддаленій від Кишинева ділянці траси контактна мережа відсутня, а на маршруті працювали тролейбуси з автономним ходом. З 1 грудня 2022 року маршрут скасований.                           |
| 32                             | Вулиця 31 Серпня 1989          | Стеучень                                     | Відкритий 10.09.2018. Обслуговують 3 тролейбуси з автономним ходом |
| 33                             | Дурлешти-2                     | Медичний університет                         | Відкритий 4.10.2022. Маршрут обслуговували тролейбуси з автономним ходом |
| 34                             | Вулиця Чуфля                   | Трушень                                      | Відкритий 19.11.2018. Обслуговують тролейбуси з автономним ходом |
| 35                             | Дурлешти                       | Вулиця Букурешть                             | Відкритий 04.02.2019. Обслуговують тролейбуси з автономним ходом |
| 36                             | Бульвар Штефан чел Маре        | Яловени                                      | Відкритий 08.02.2019. Обслуговують 3 тролейбуси з автономним ходом |
| 37                             | Залізничний вокзал             | Примерія Бубуєч                              | Відкритий 25.03.2019. Обслуговують 3 тролейбуси з автономним ходом |
| К                              | Студентська вулиця             | Київська вулиця (нині — вул. 31 Серпня 1989) | Працював у 1970-ті |
| S                              | Завод залізобетонних виробів-4 | Київська вулиця (нині — вул. 31 Серпня 1989) | Працював у середині 1990-х |
| 88                             | Вулиця Міоріца                 | Центр                                        | Скасований. Призначався всього на 2 дні (8 і 09.072006, в ході ремонтних робіт, що проводилися на вулиці Пан Халіппа)                                                                                               |

Схеми тролейбусних маршрутів
- Станом на 1982 рік [Архівовано 8 травня 2018 у Wayback Machine.]
- Станом на 2011 рік [Архівовано 8 травня 2018 у Wayback Machine.]
- Станом на 2012 рік [Архівовано 7 травня 2018 у Wayback Machine.]
- Станом на 2014 рік [Архівовано 7 Травня 2018 у Wayback Machine.]

## Цікаві факти

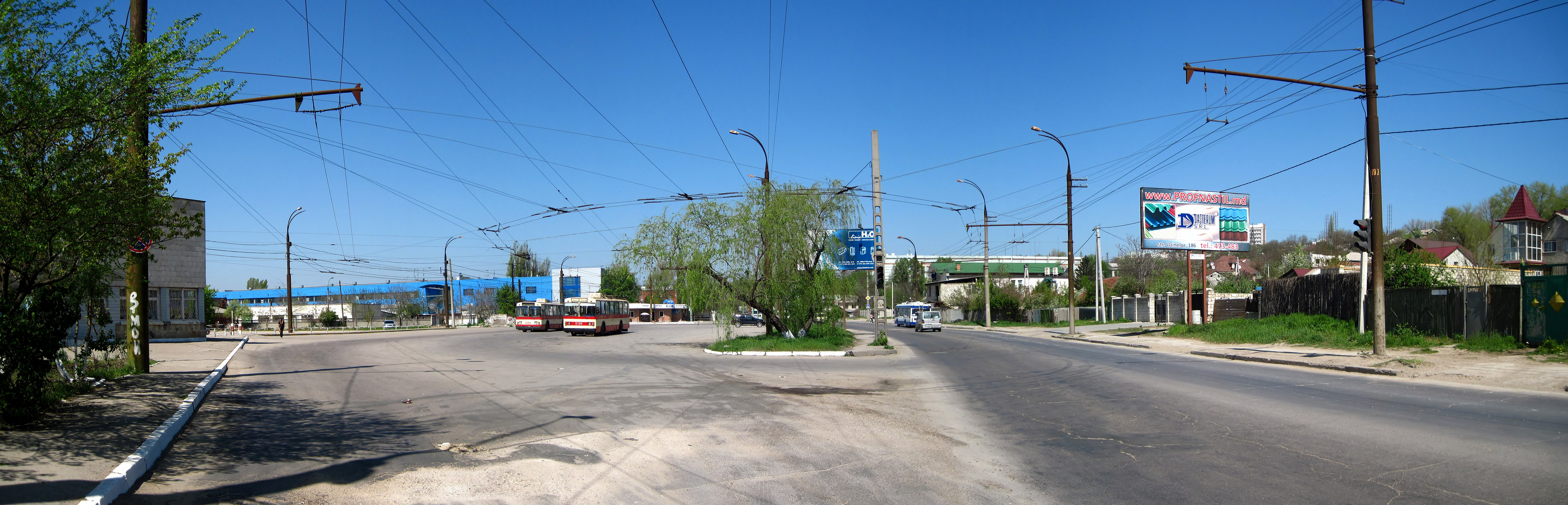
ЗіУ-682 та Škoda 14Tr

- 12 жовтня 2009 року, з нагоди 60-річчя кишинівського тролейбуса, на вулиці міста вийшов повністю відреставрований раритетний тролейбус МТБ-82Д «Тролейбус № 1», який з пасажирами пройшов за маршрутом «Примерії — Залізничний вокзал»[11].
- З 1 лютого 2016 року в 25-ти кишинівських тролейбусах підключена послуга безкоштовного інтернету Wi-Fi. До 1 червня 2016 року ця послуга була доступна ще в 200 з 300 тролейбусів міста[12].
- 2016 року громадський транспорт міста планувалося обладнати GPS-передавачами[13].

## Оплата проїзду
Оплата проїзду здійснюється готівкою кондуктору після входу до тролейбуса. Оплатити проїзд необхідно протягом однієї зупинки. До 2000 року проїзд оплачувався водієві тролейбуса, після чого отриманий квиток було необхідно закомпостувати у компостері.
У 2012 році планувалося ввести електронну систему оплати проїзду. Станом на 2017 рік електронна система не введена до ладу.

## Рухомий склад
Станом на травень 2018 року на балансі підприємства «Управління електротранспорта м. Кишинів» перебуває 362 пасажирських та 6 службових тролейбусів.

## Тролейбусні парки
- Тролейбусний парк № 1[15]

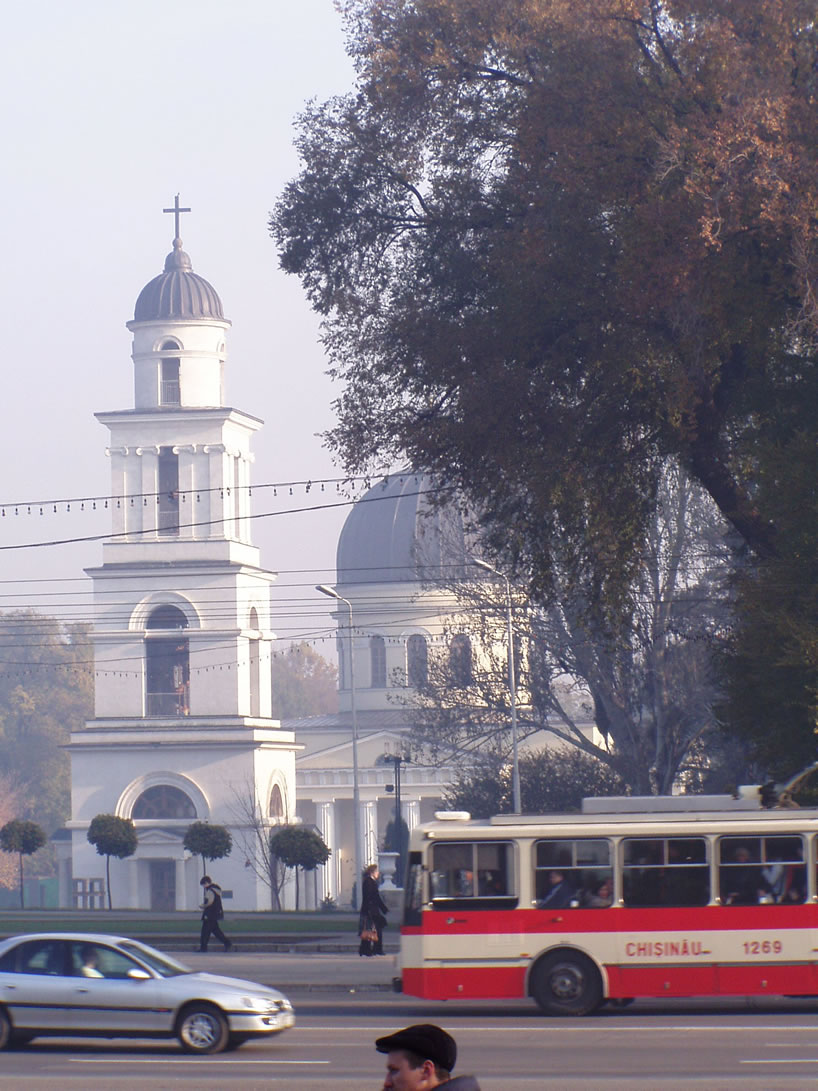
Škoda 14Tr

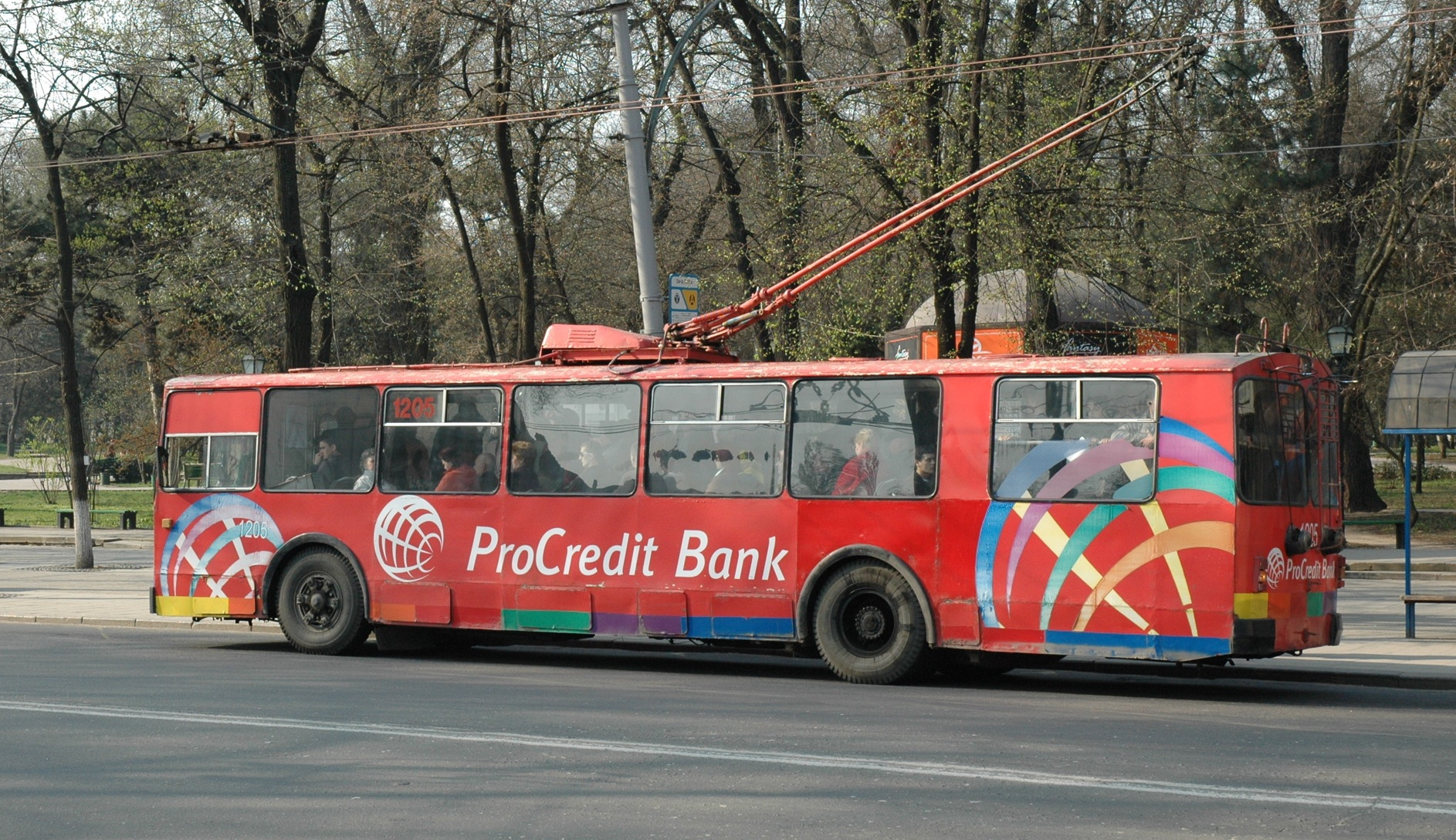
ЗіУ-682

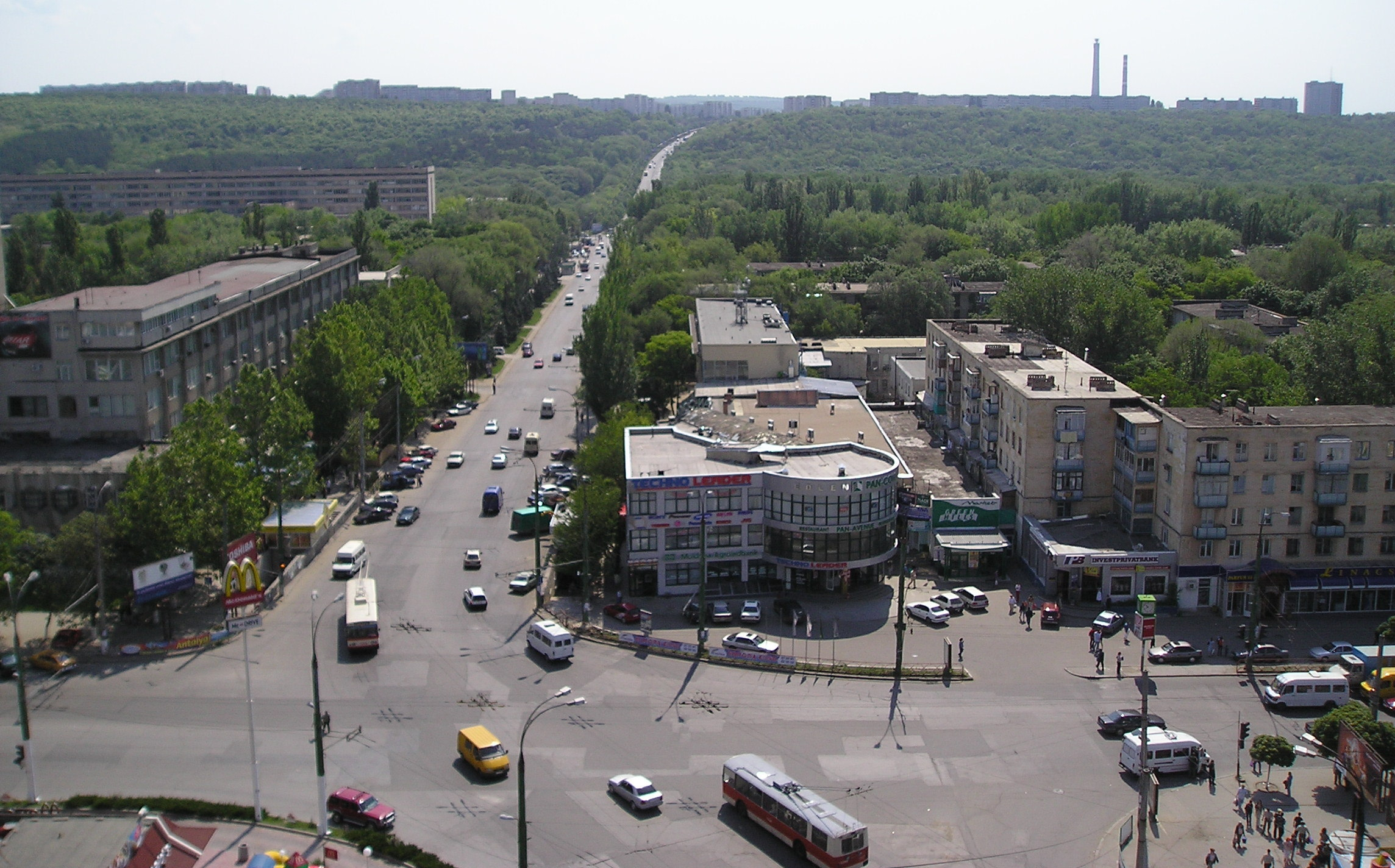
Панорама Кишинева

  - Адреса: Strada Mitropolit Dosoftei 146, Кишинів 2004,
  - Молдова.
  -  +373 22 204 150
  - 47°2′13″ пн. ш. 28°49′7″ сх. д. / 47.03694° пн. ш. 28.81861° сх. д.
  - До цього парку приписані 5 тролейбусів ЮМЗ Т2 (Україна).
- Тролейбусний парк № 2[16]
  - Адреса: Șoseaua Muncești 350, Кишинів 2002, Молдова
  -  +373 22 384 390
  - 46°59′18″ пн. ш. 28°53′9″ сх. д. / 46.98833° пн. ш. 28.88583° сх. д.
  - До цього парку приписані тролейбуси українського виробництва 15 ЮМЗ Т2 та 3 ЮМЗ Т1.
- Тролейбусний парк № 3[17]
  - Адреса: Strada Meșterul Manole 8, Кишинів 2044, Молдова
  -  +373 22 470 353
  - 47°1′36″ пн. ш. 28°53′9″ сх. д. / 47.02667° пн. ш. 28.88583° сх. д.
  - До речі, це єдиний з трьох парків Кишинева, в якому розташована база з навчання молодих водіїв, до цього ж парку приписані і всі три навчальних тролейбуса міста.
  - Тролейбуси в Кишиневі! Дзвони на екрані!

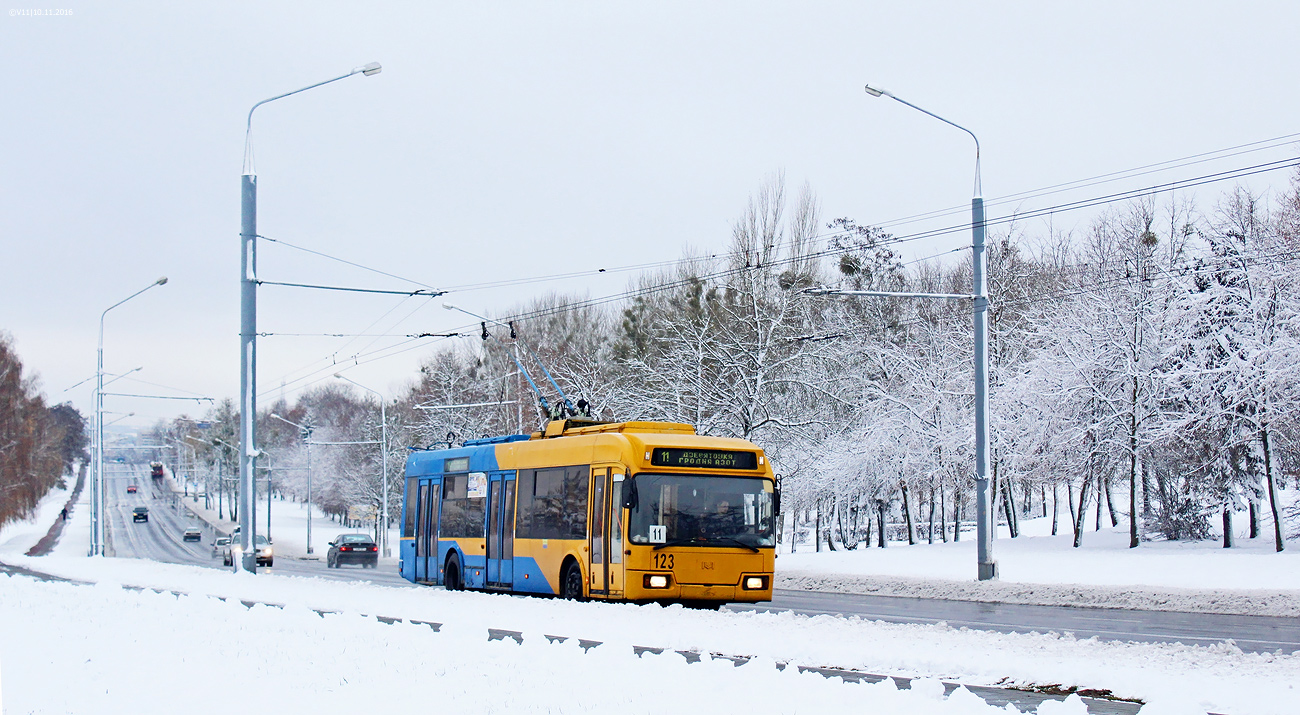
З 9 червня 2012 року.
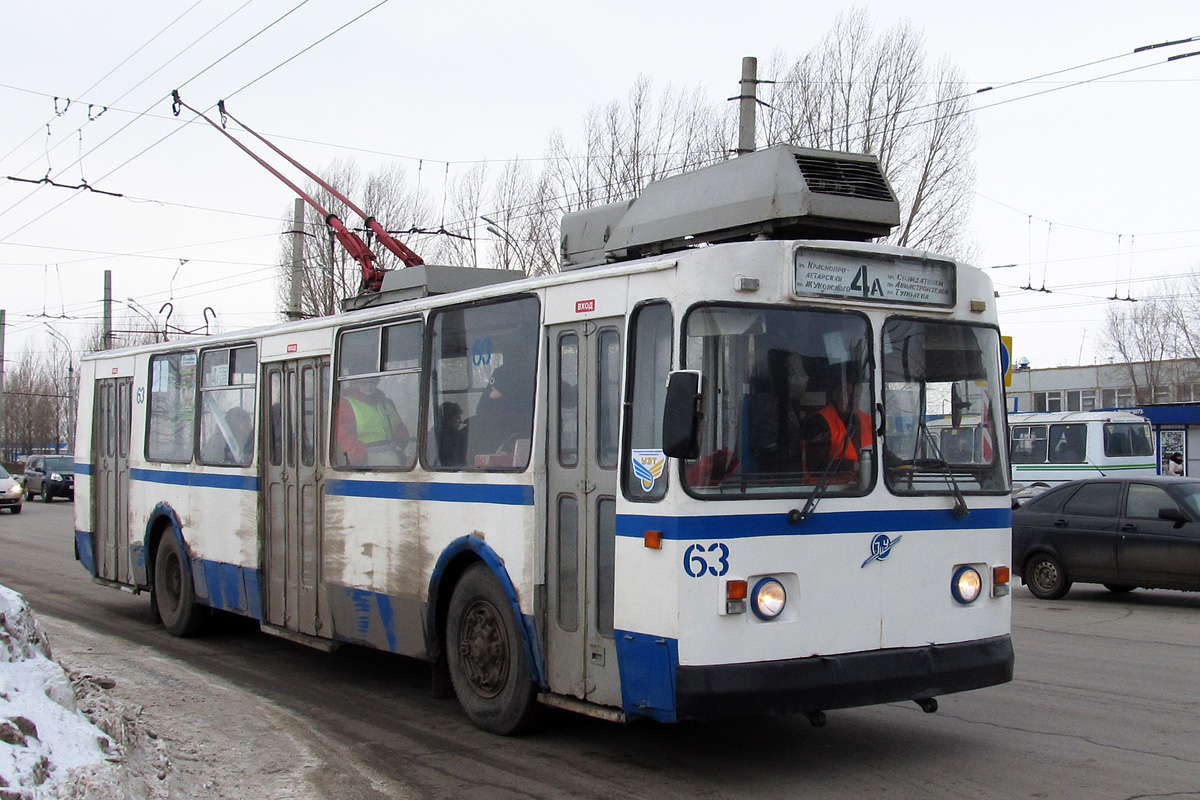
З 1 грудня 1995 року.
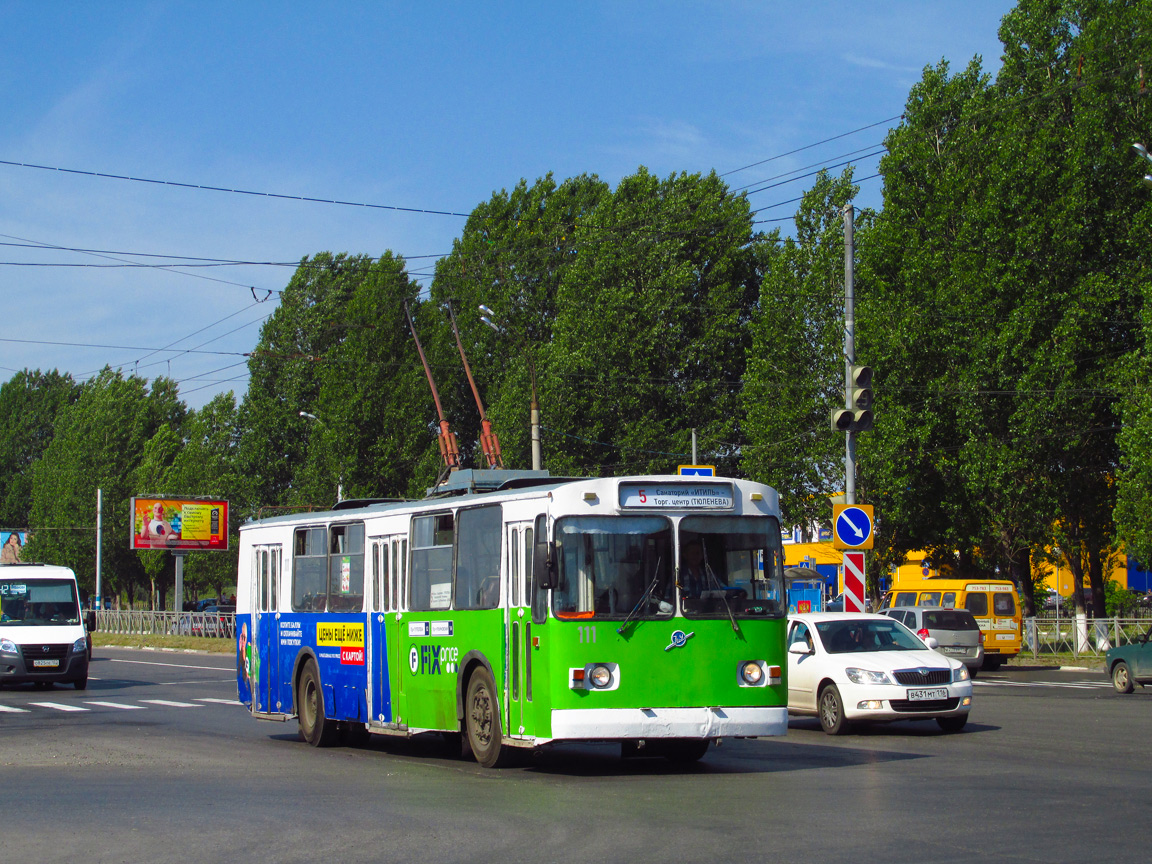
З 15 січня 1996 року.
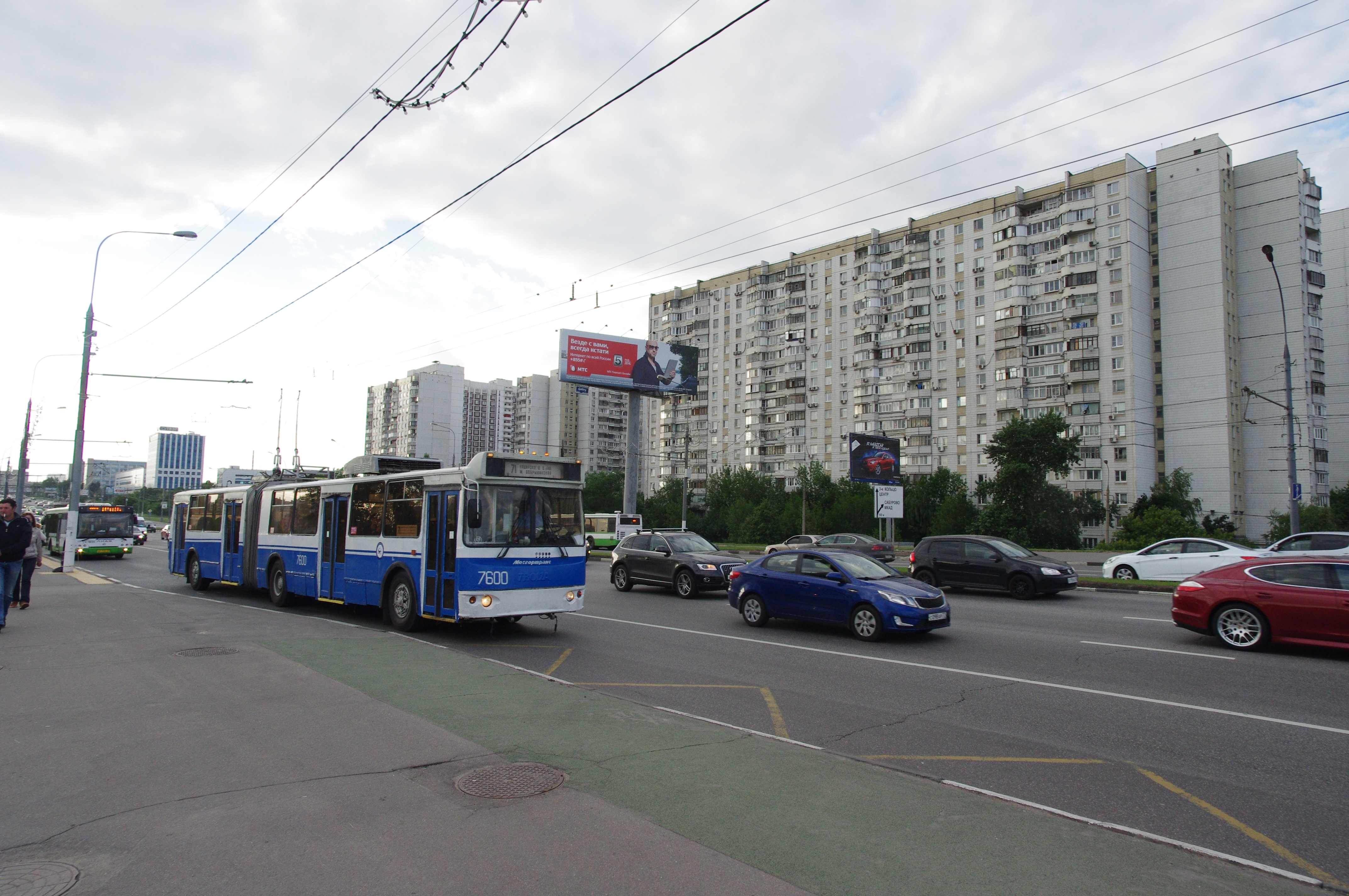
З 22 грудня 2005 року.
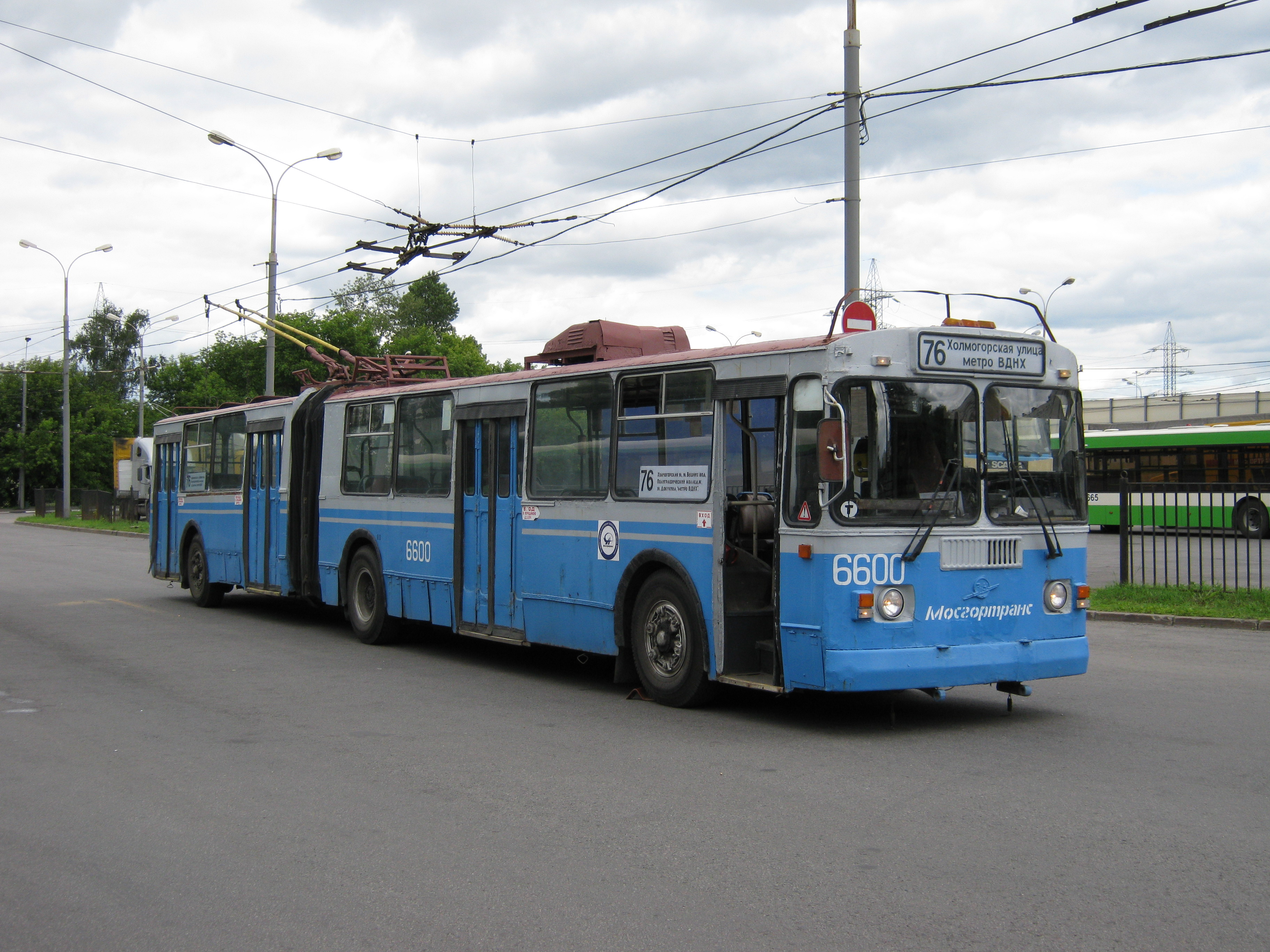
З 1 січня 2011 року.
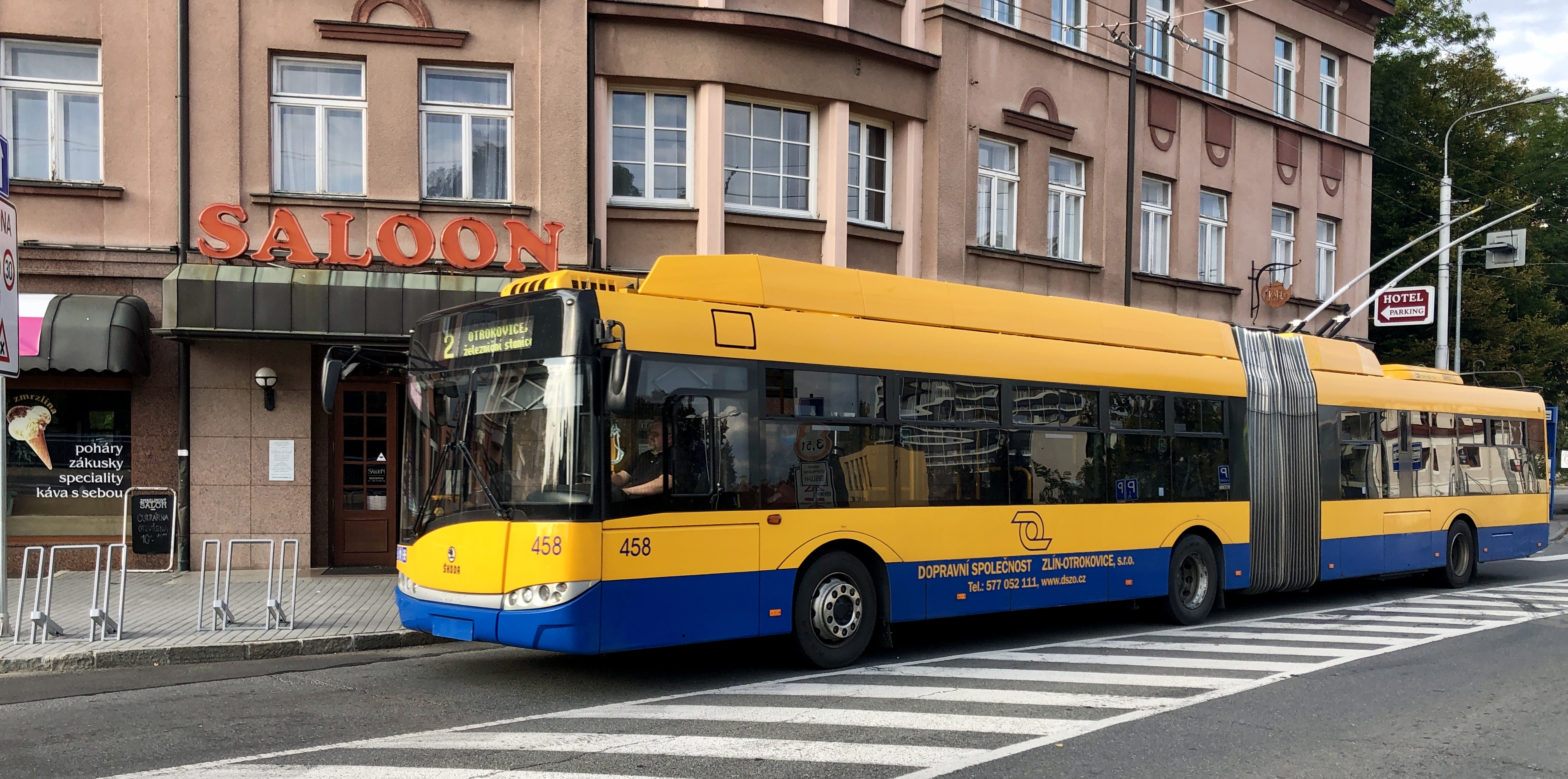
З 11 жовтня 2020 року.
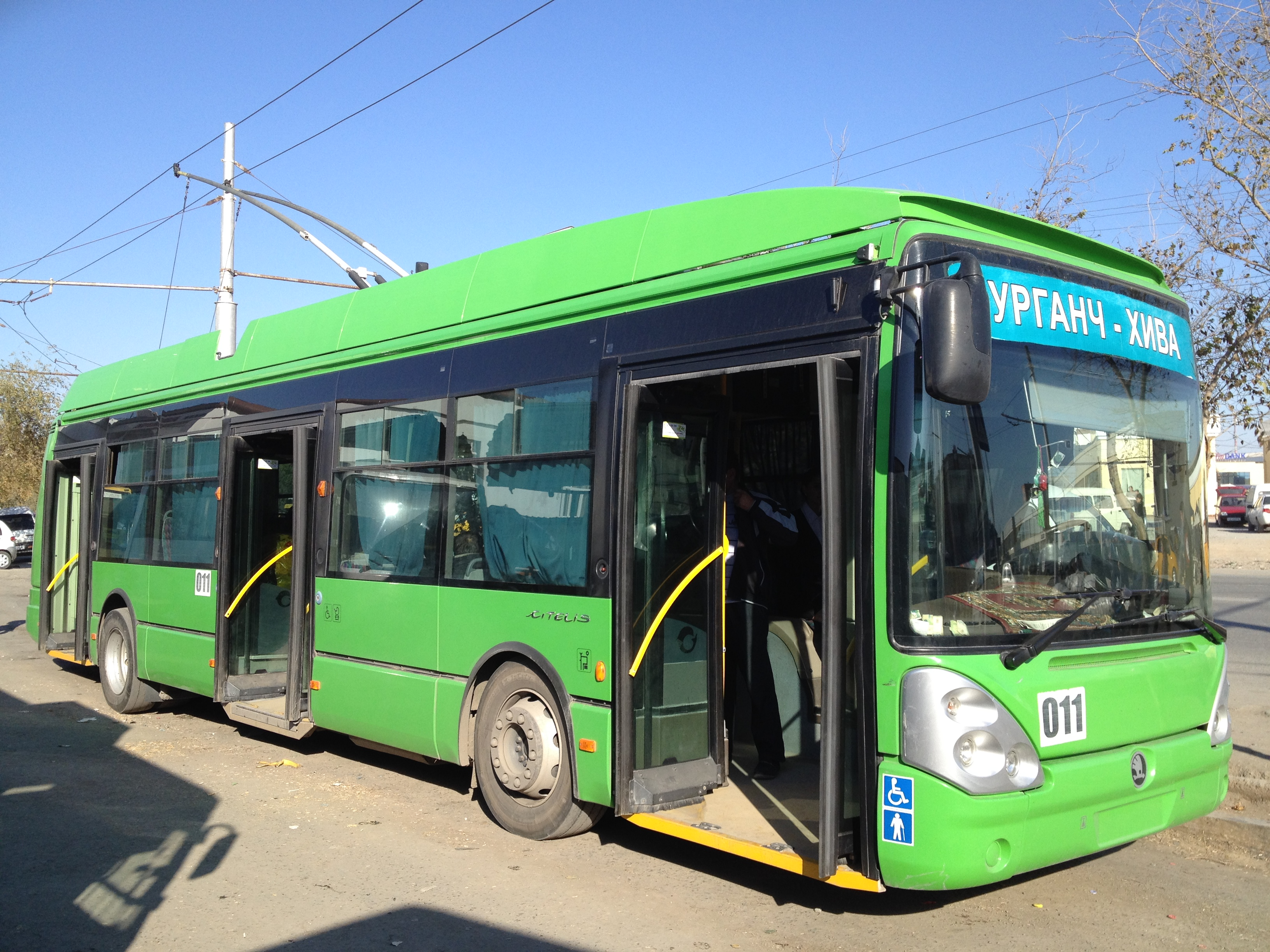
З 23 листопада 2020 року.
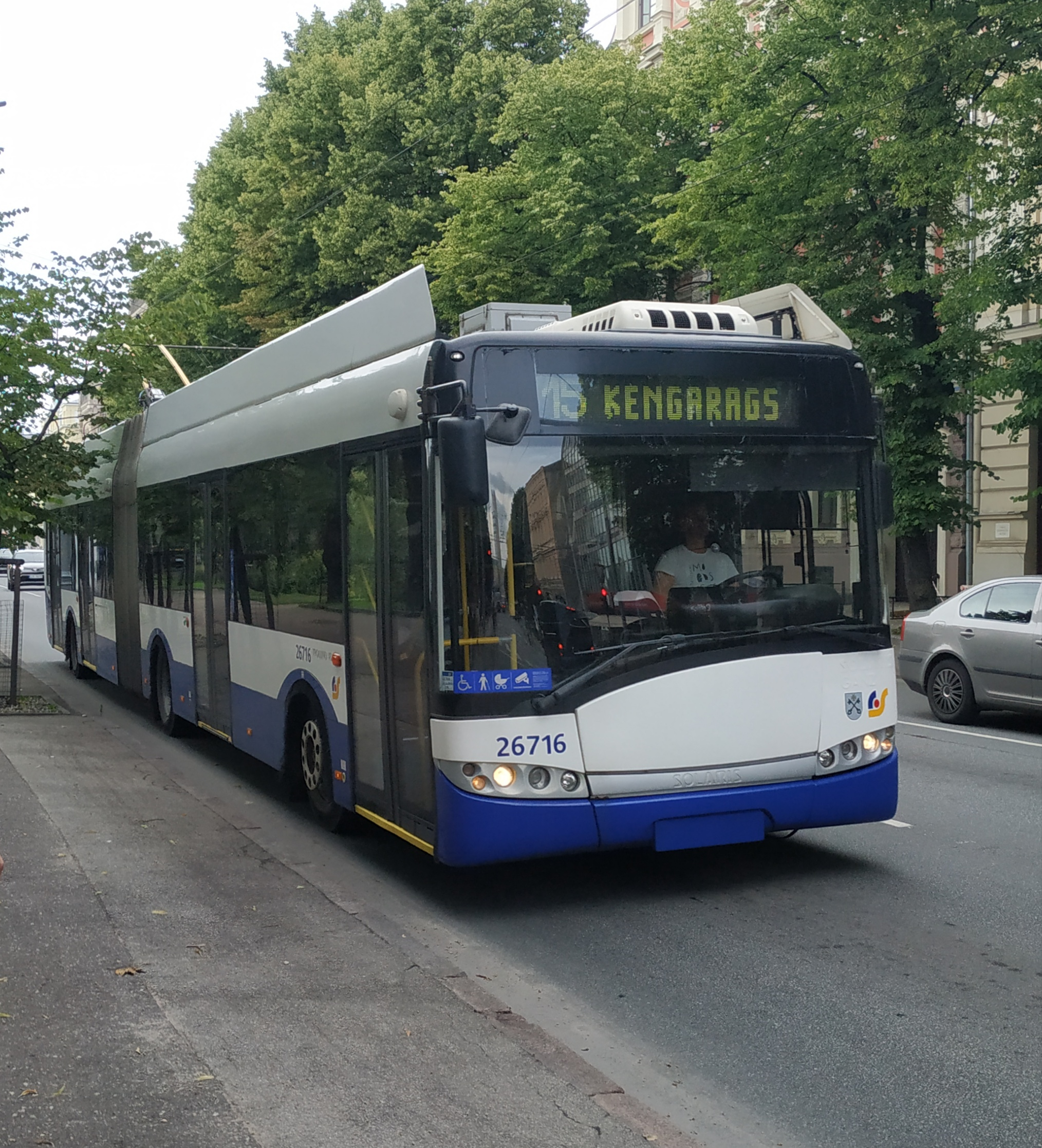
З 23 листопада 2020 року.
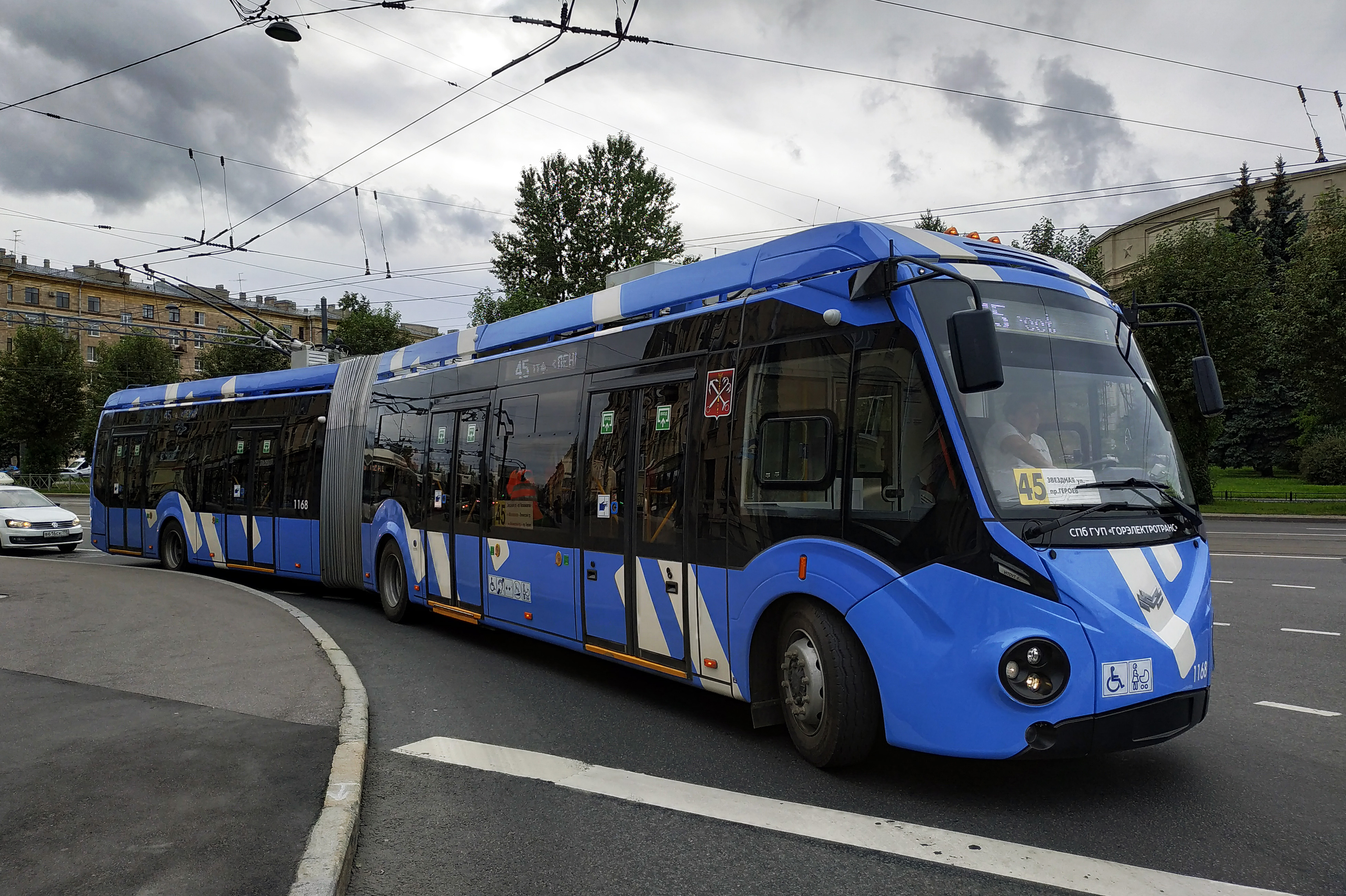
З 23 листопада 2020 року.
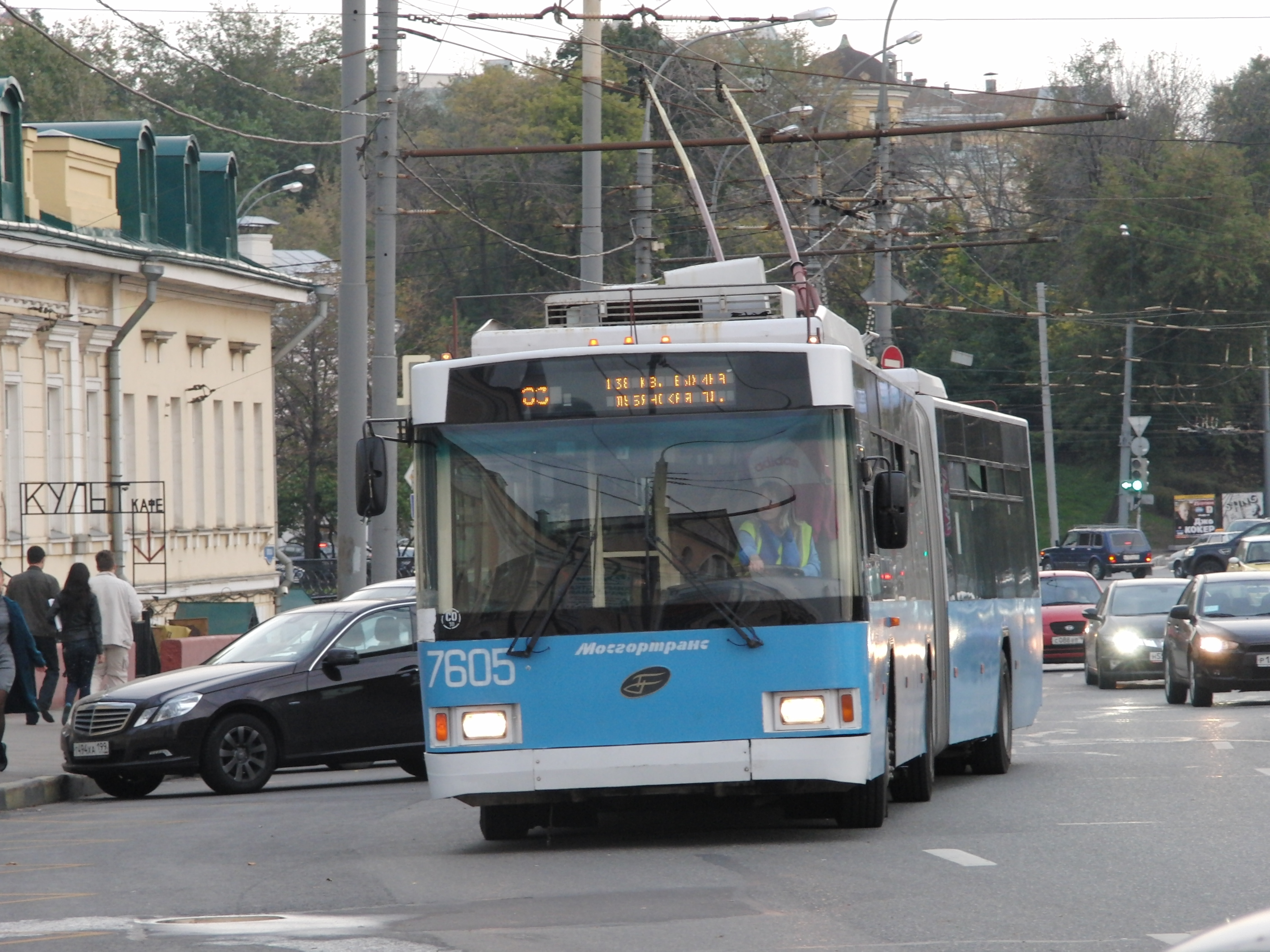
З 14 січня 2021 року.

## Галерея

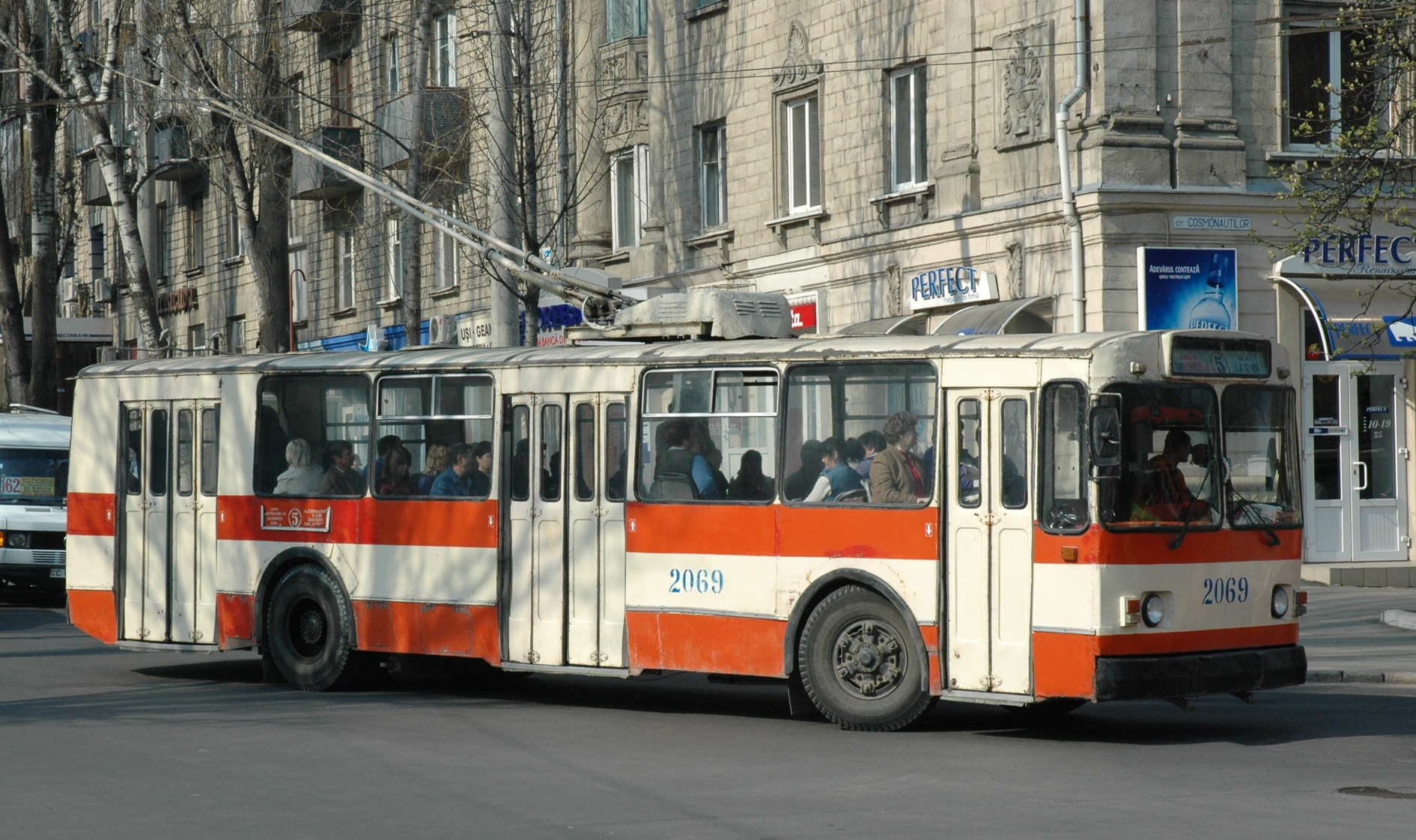
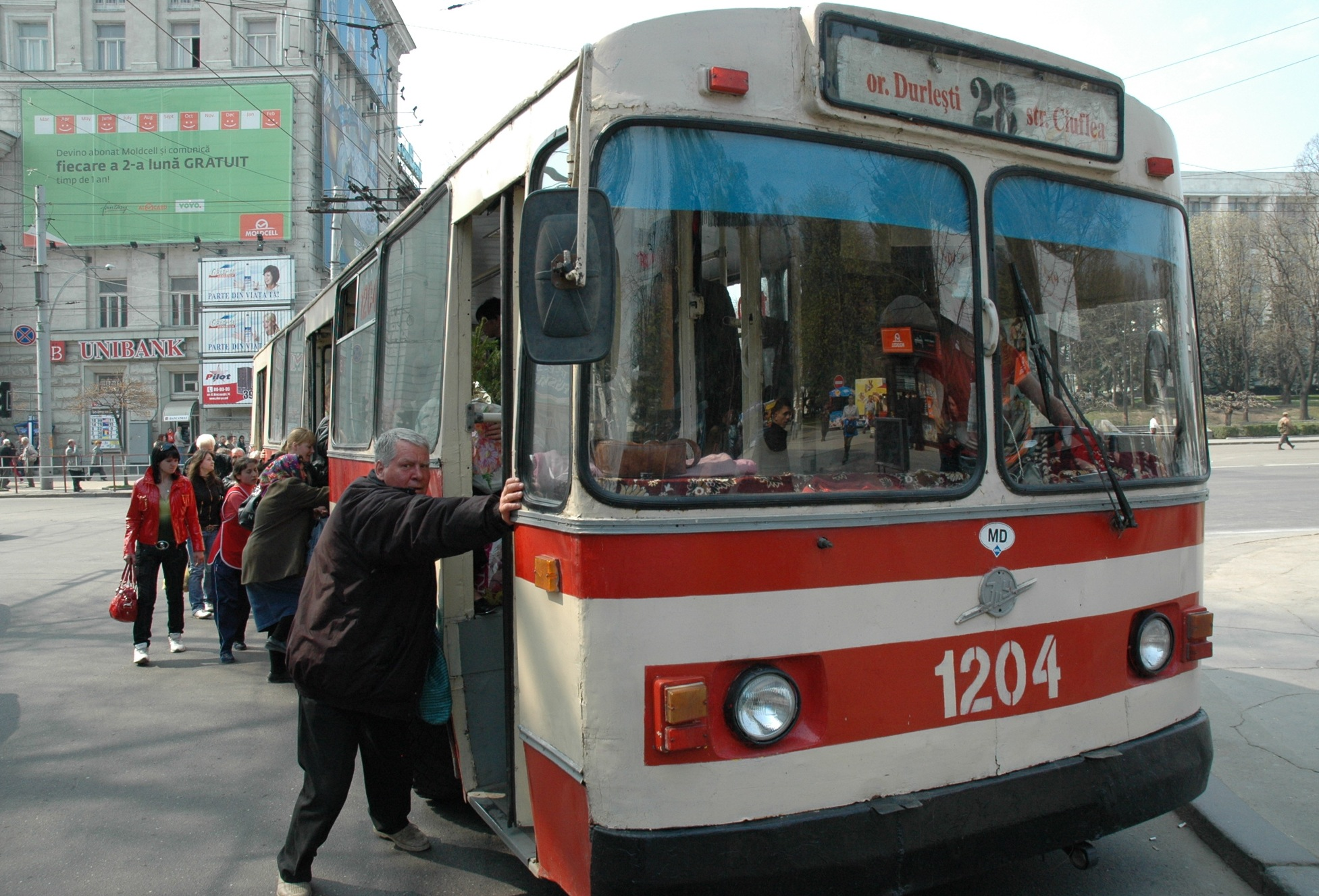
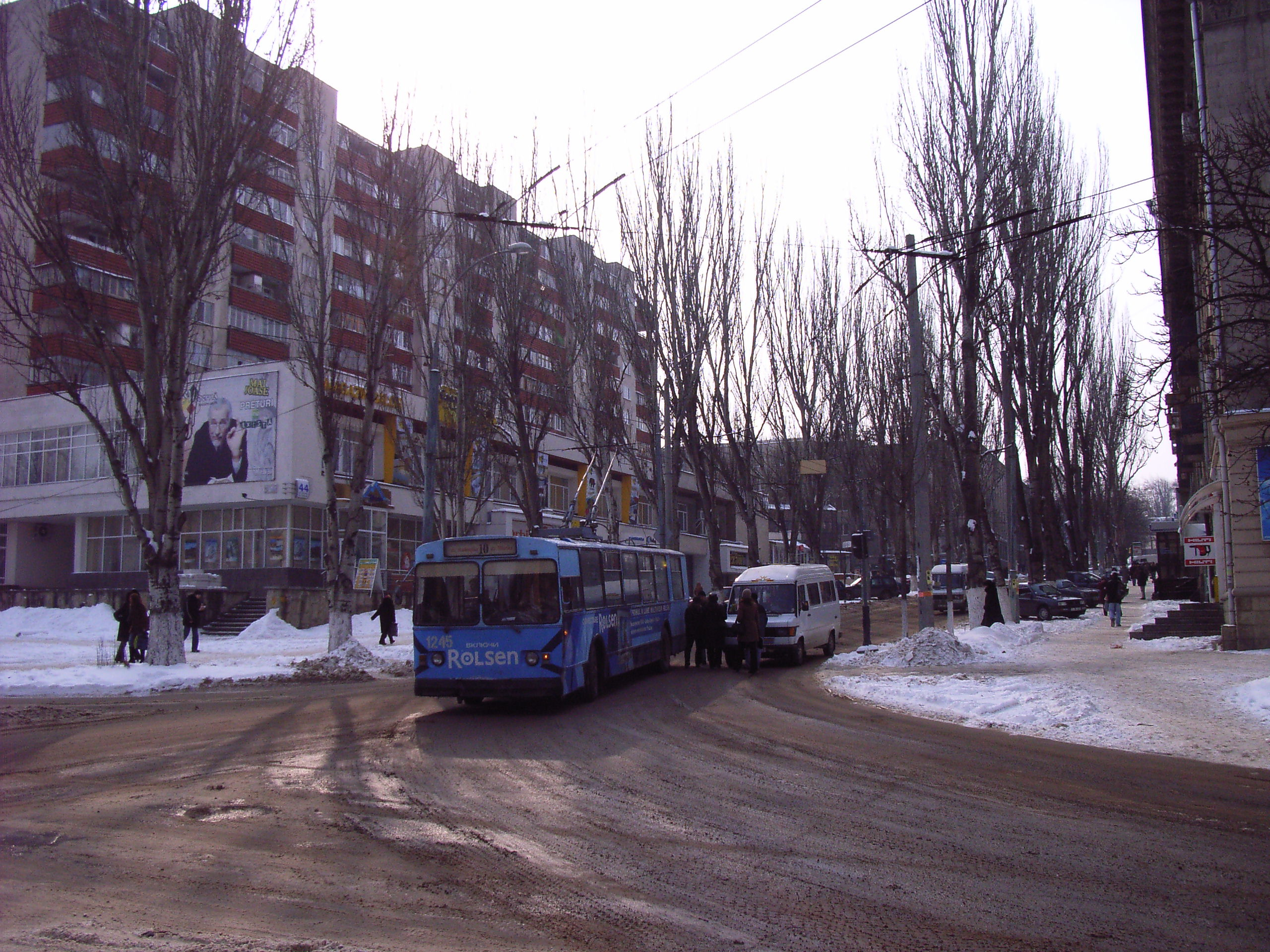
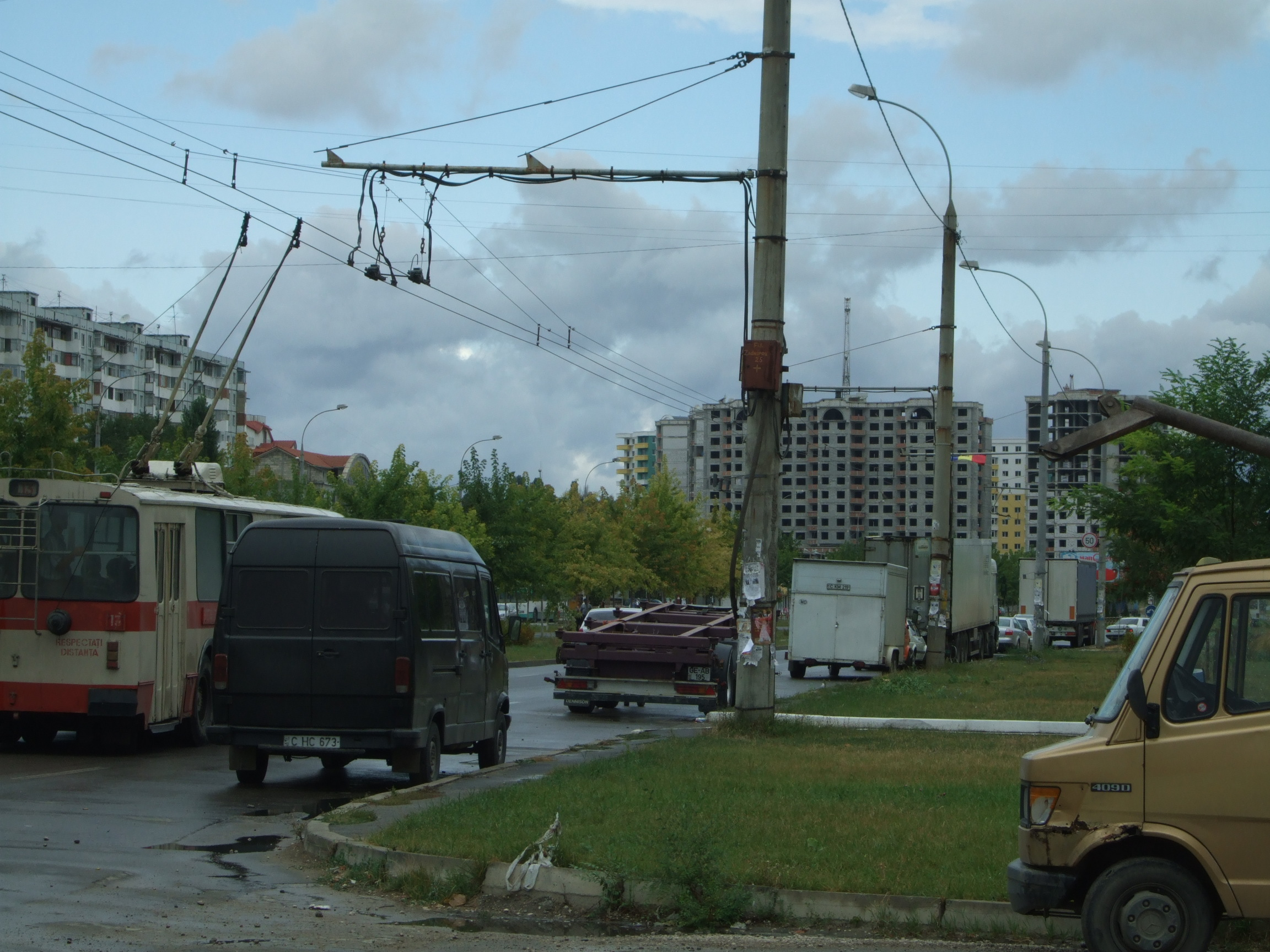
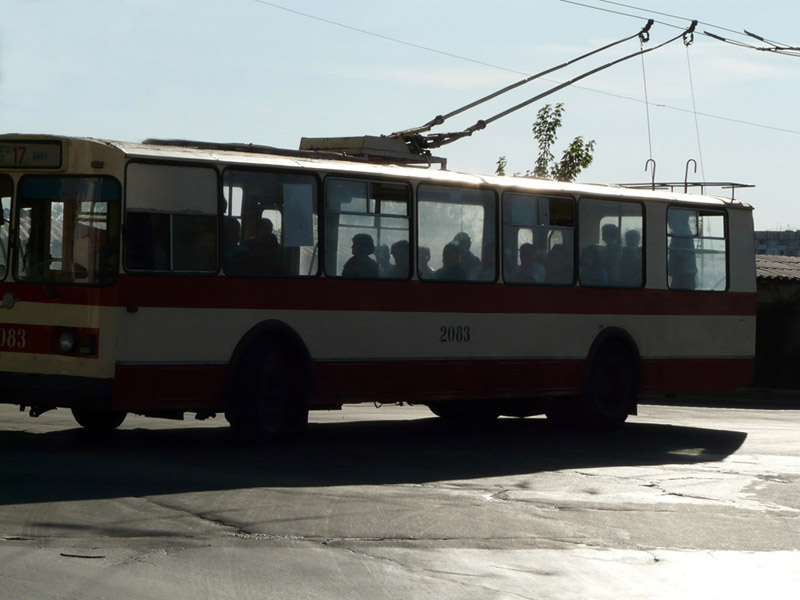
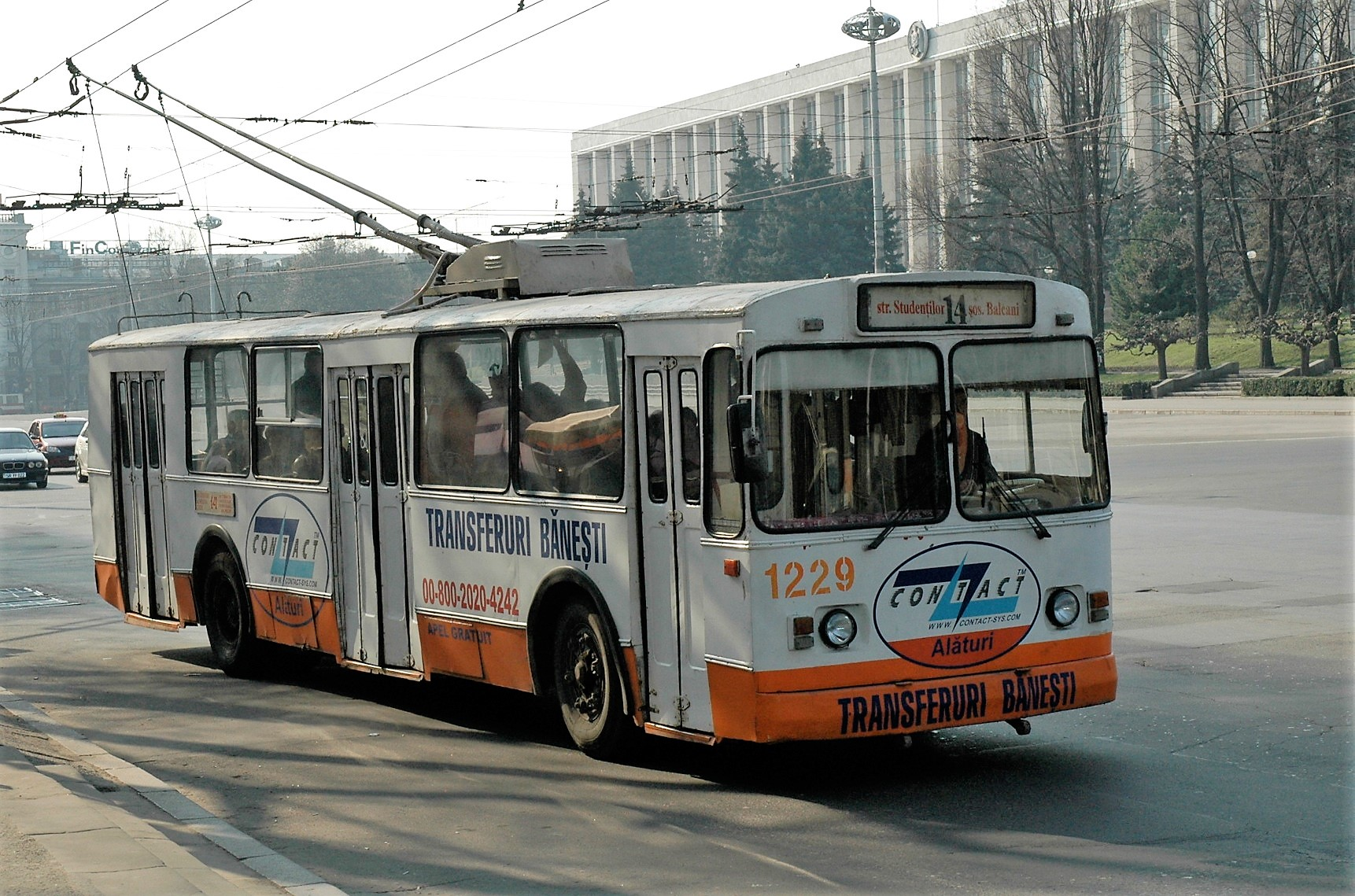
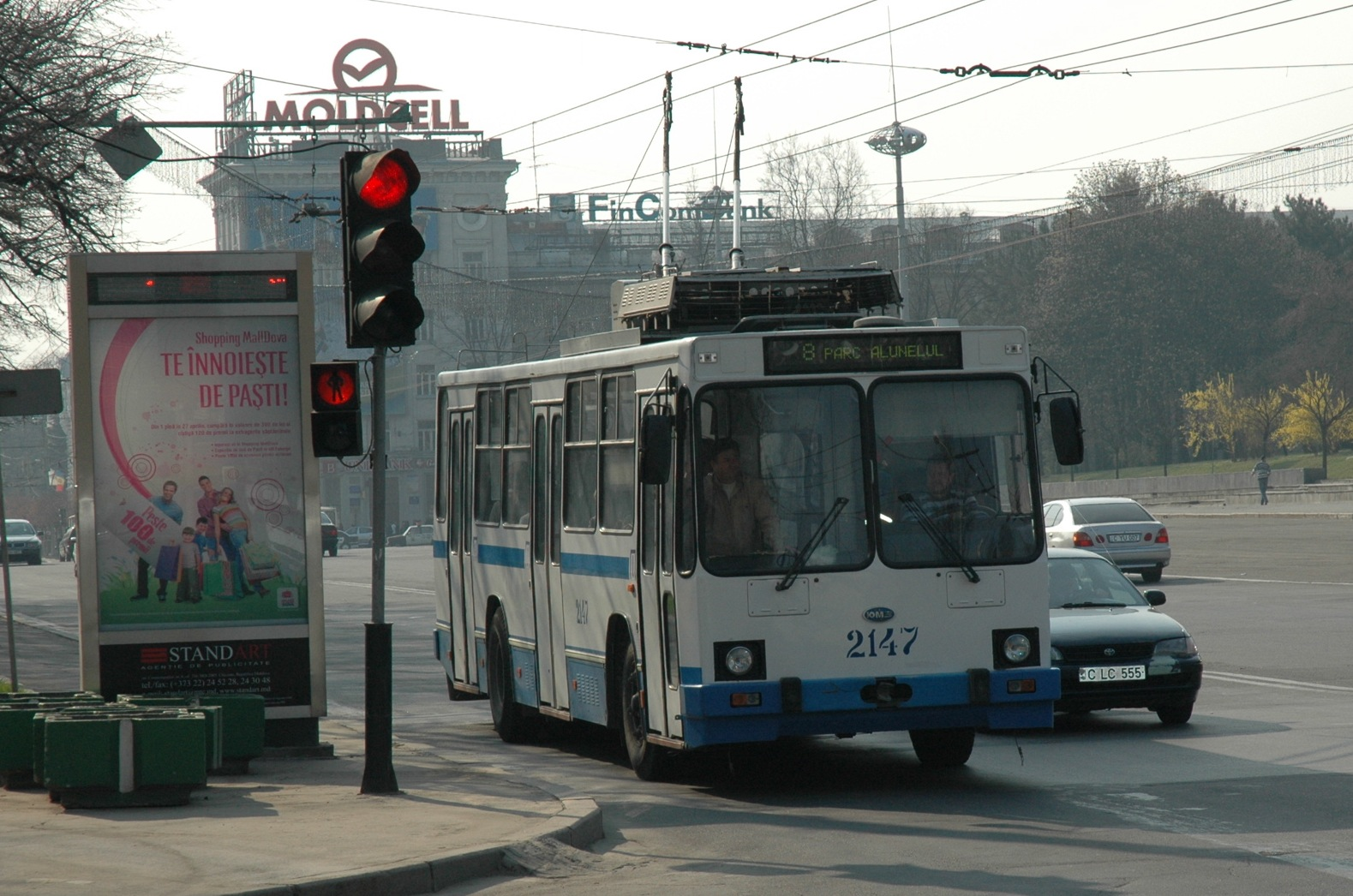
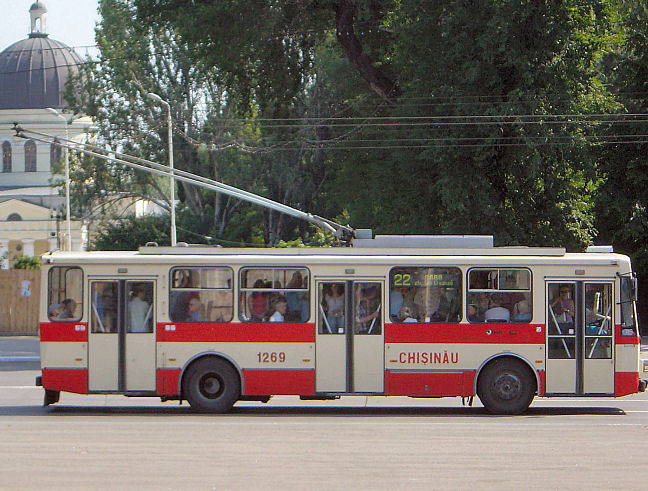
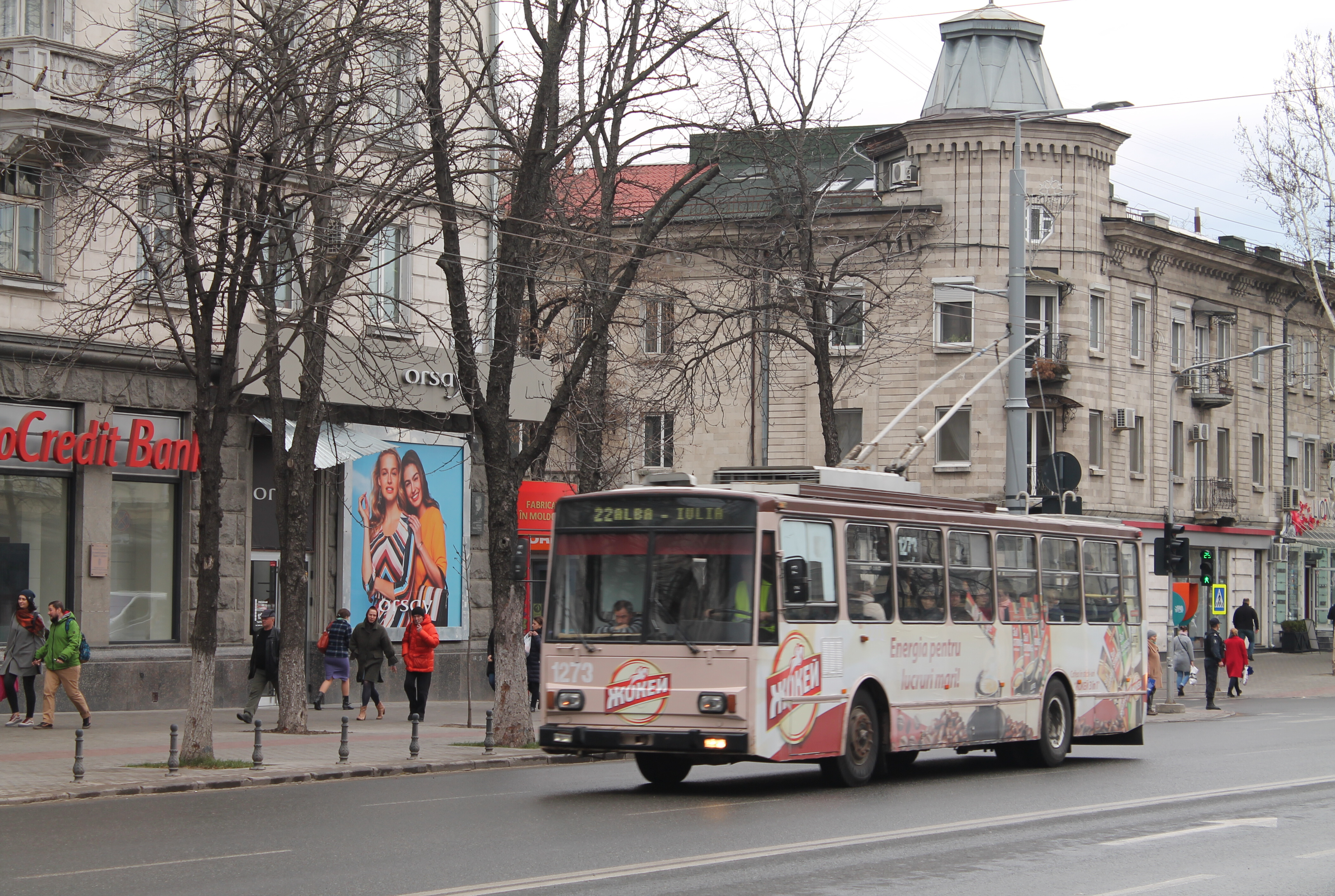
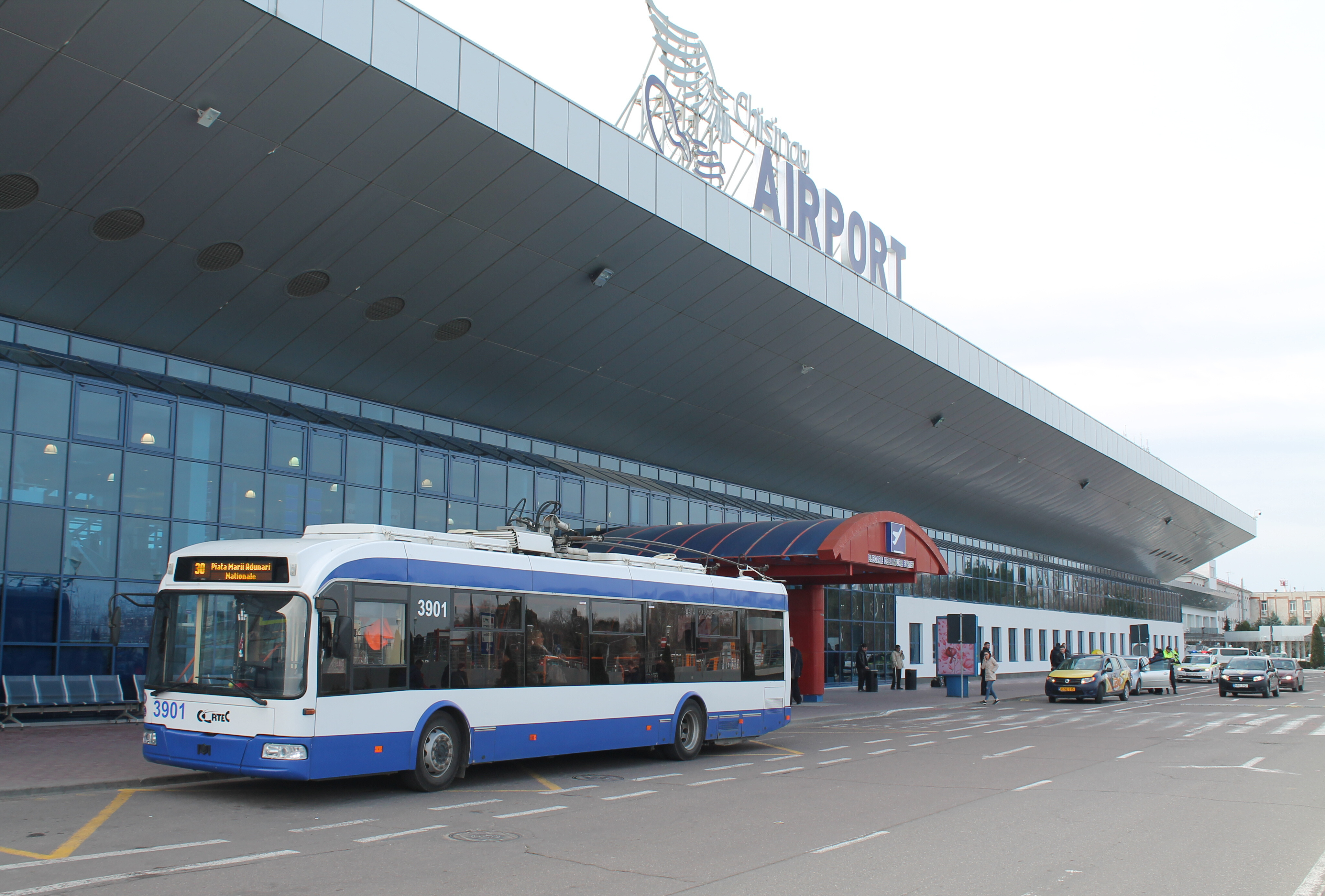
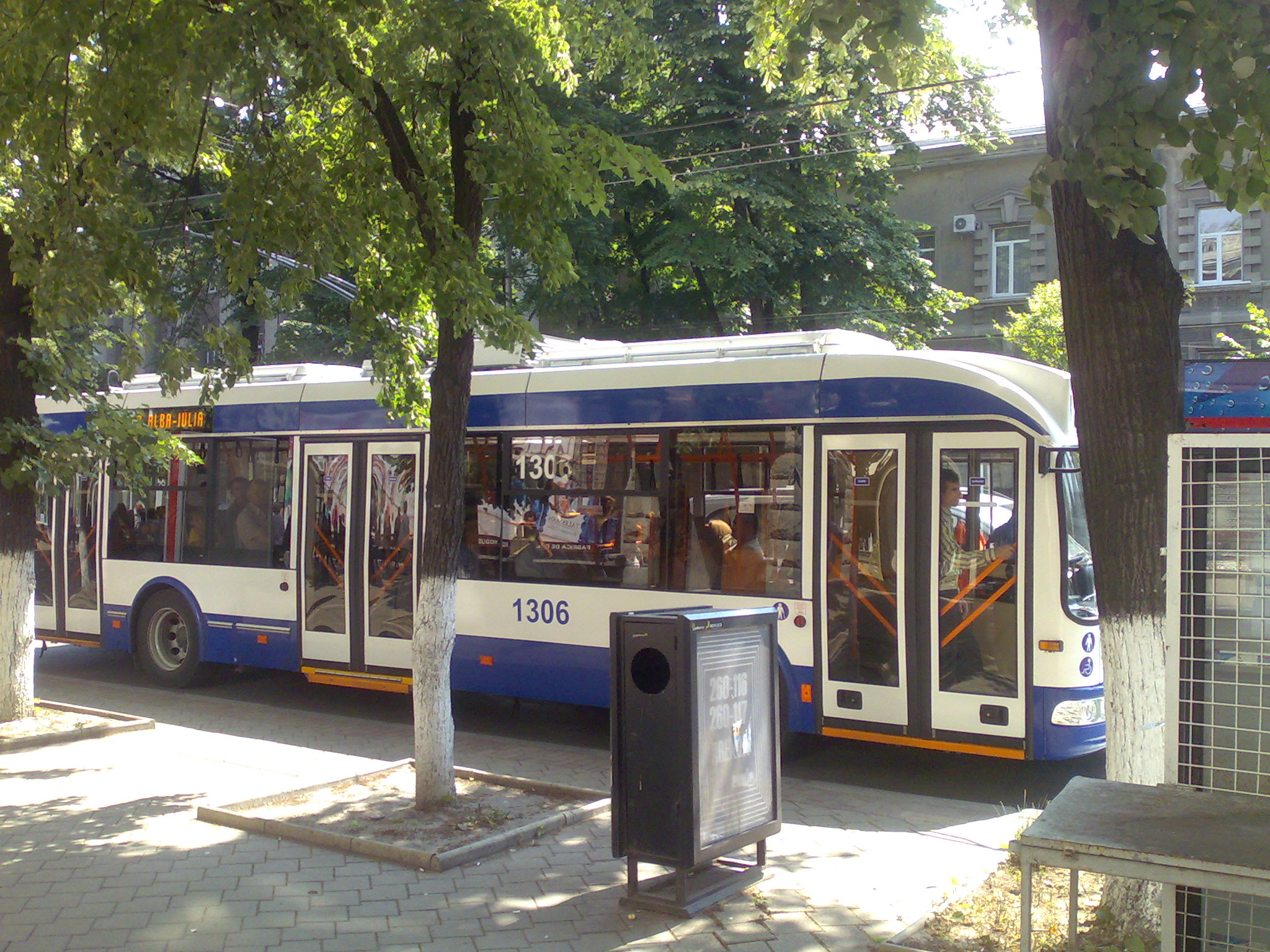
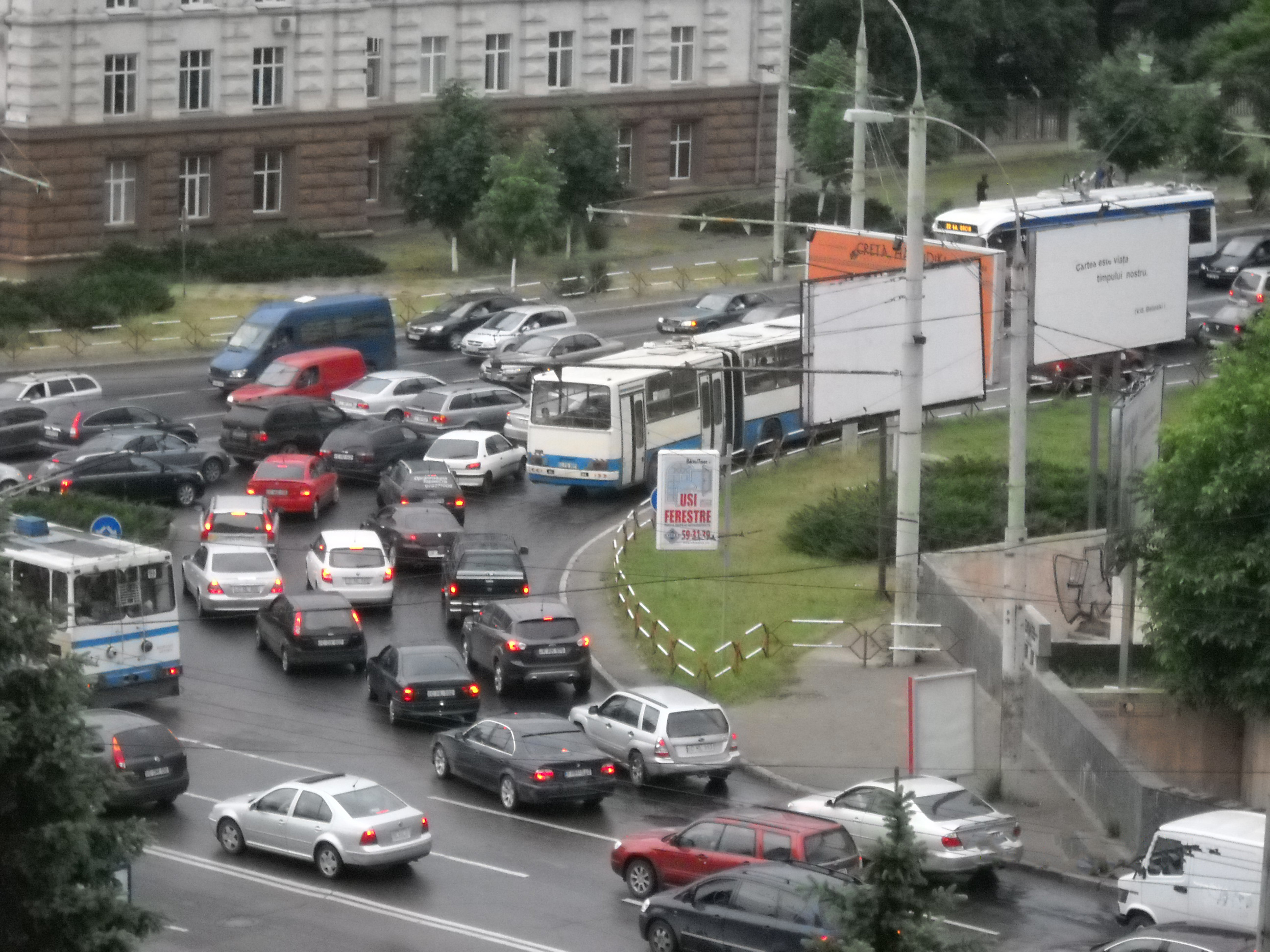
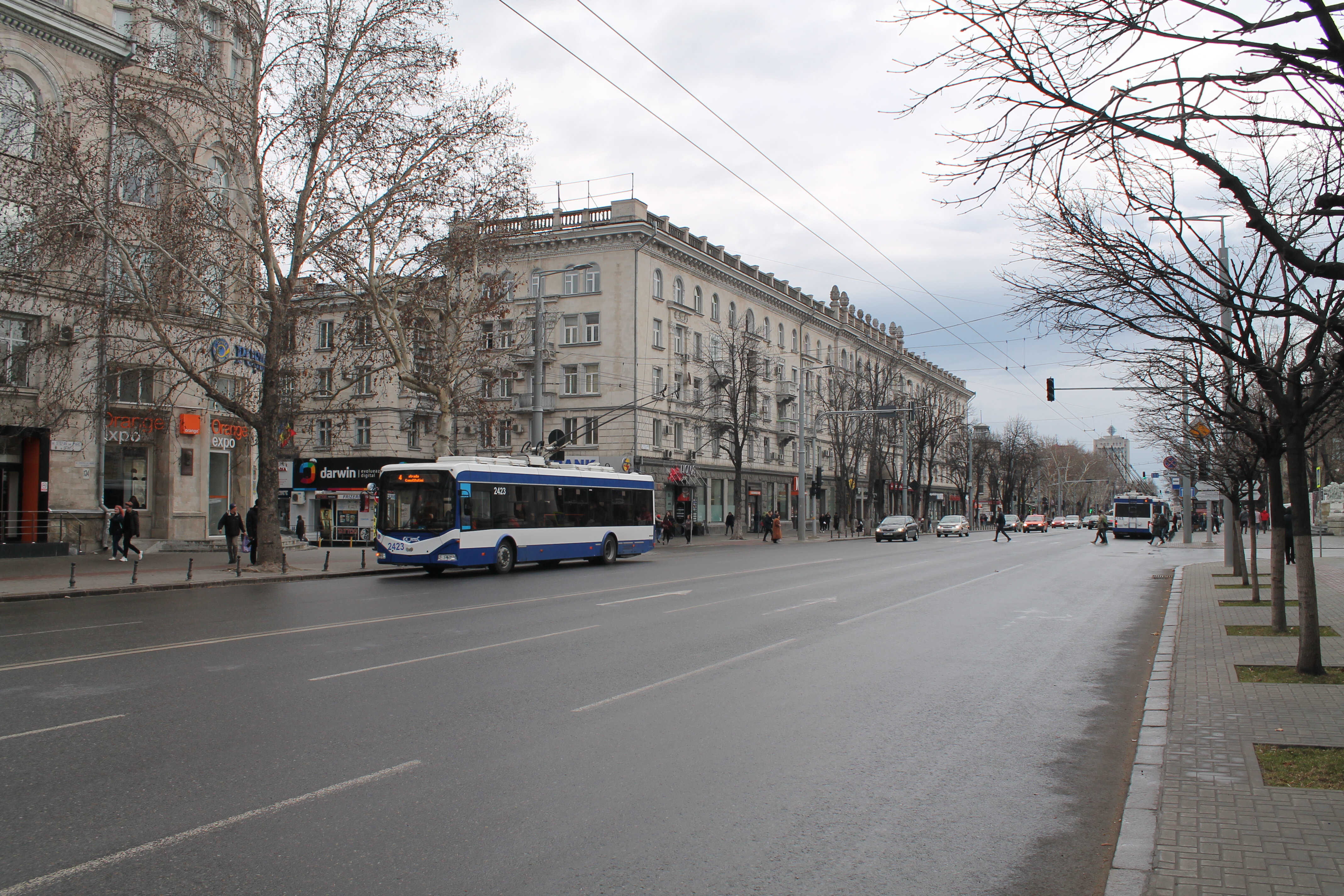
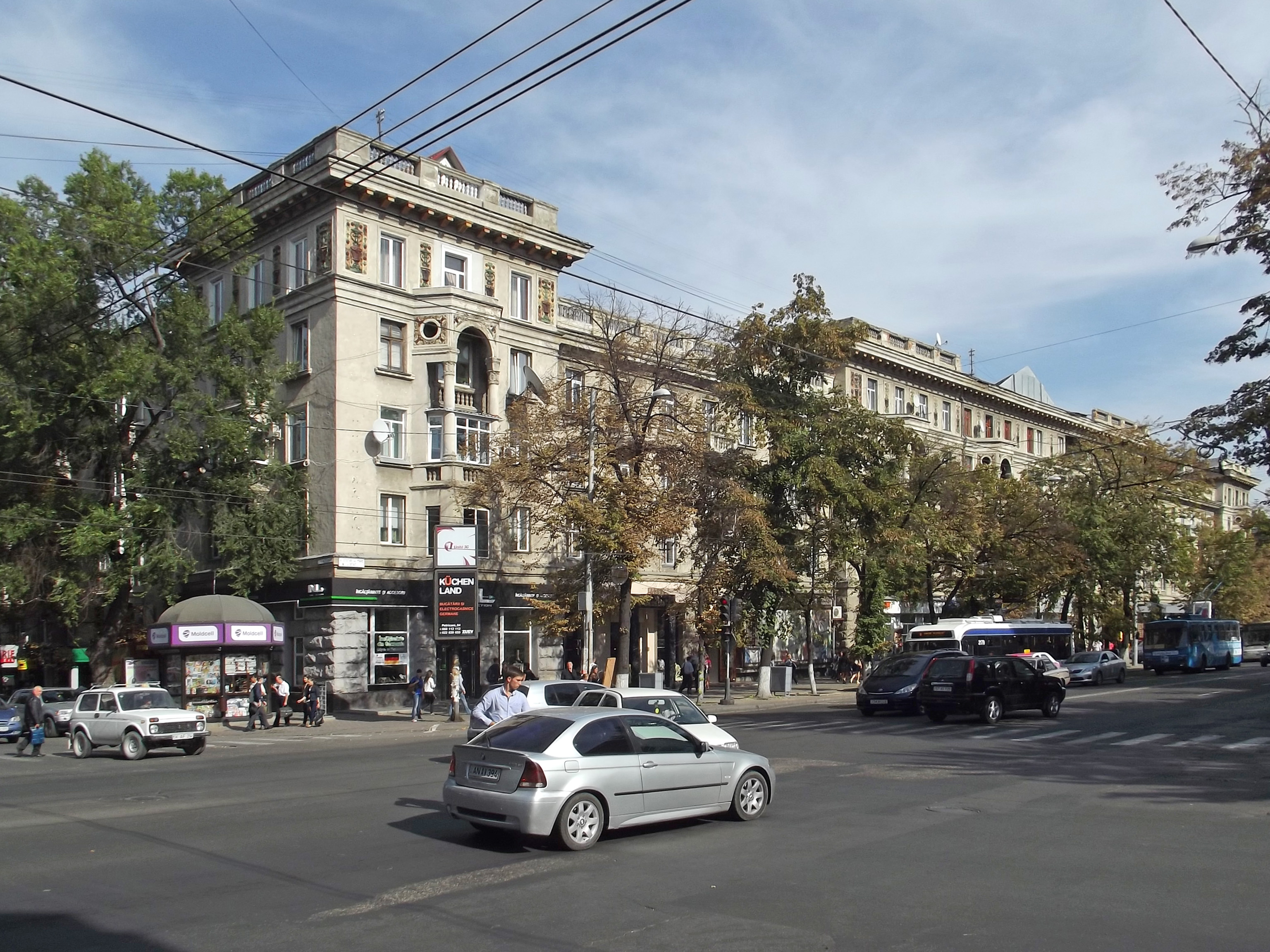
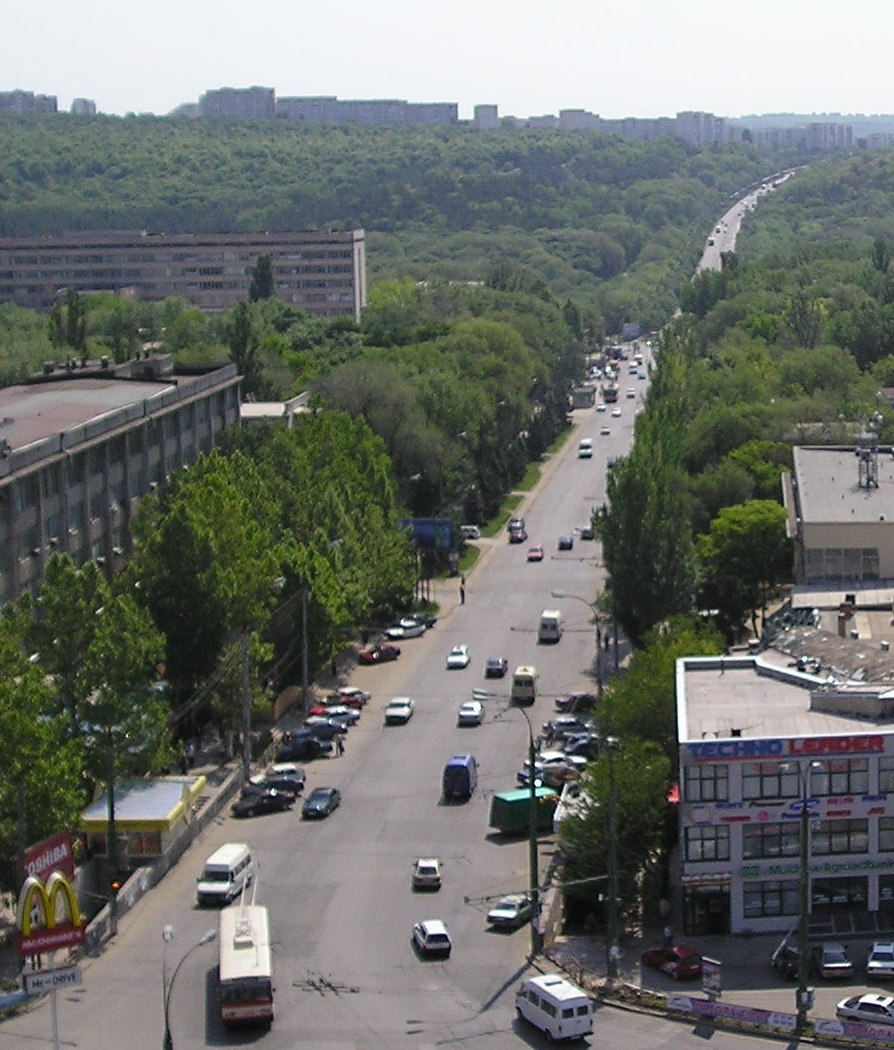
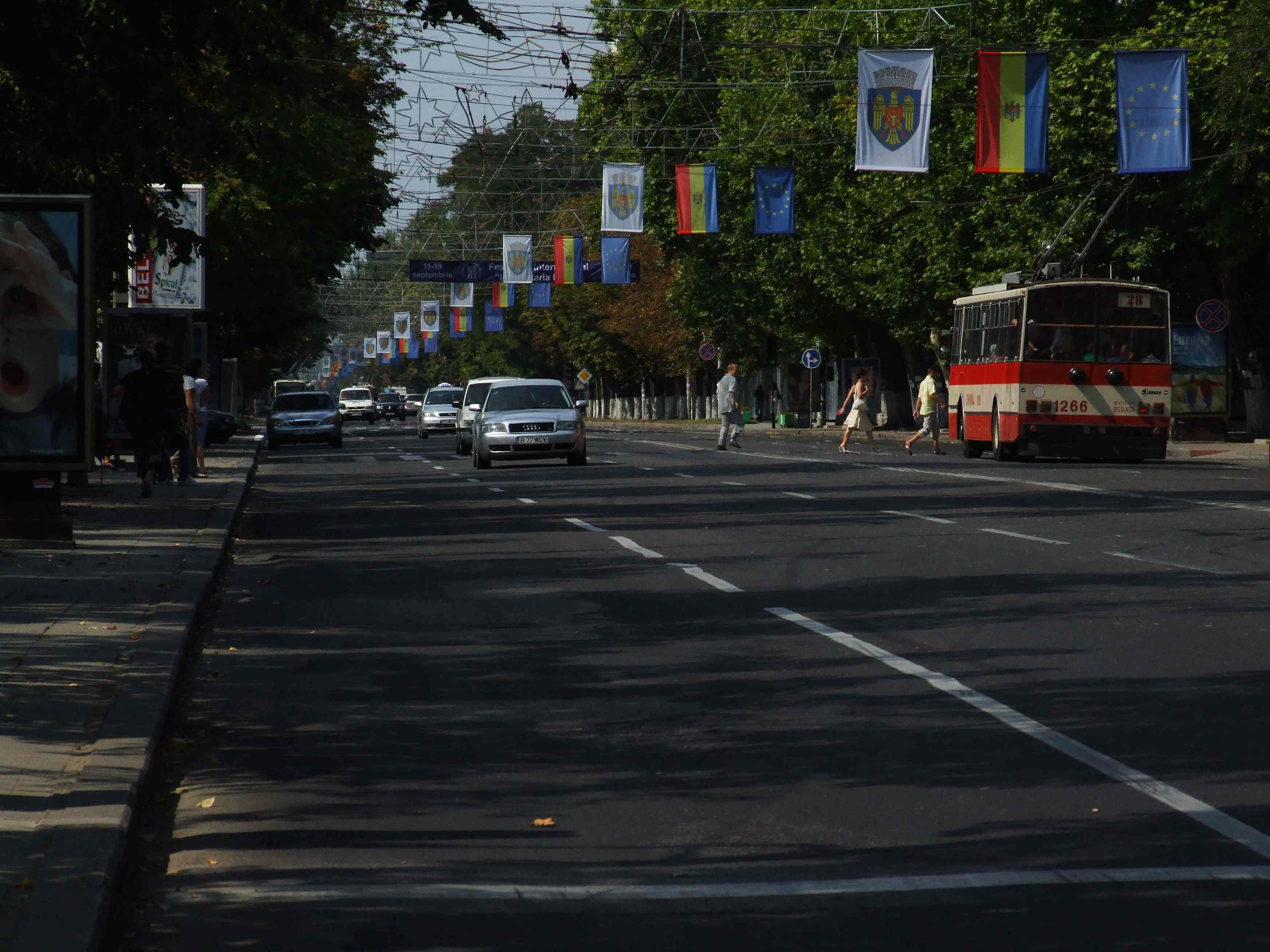
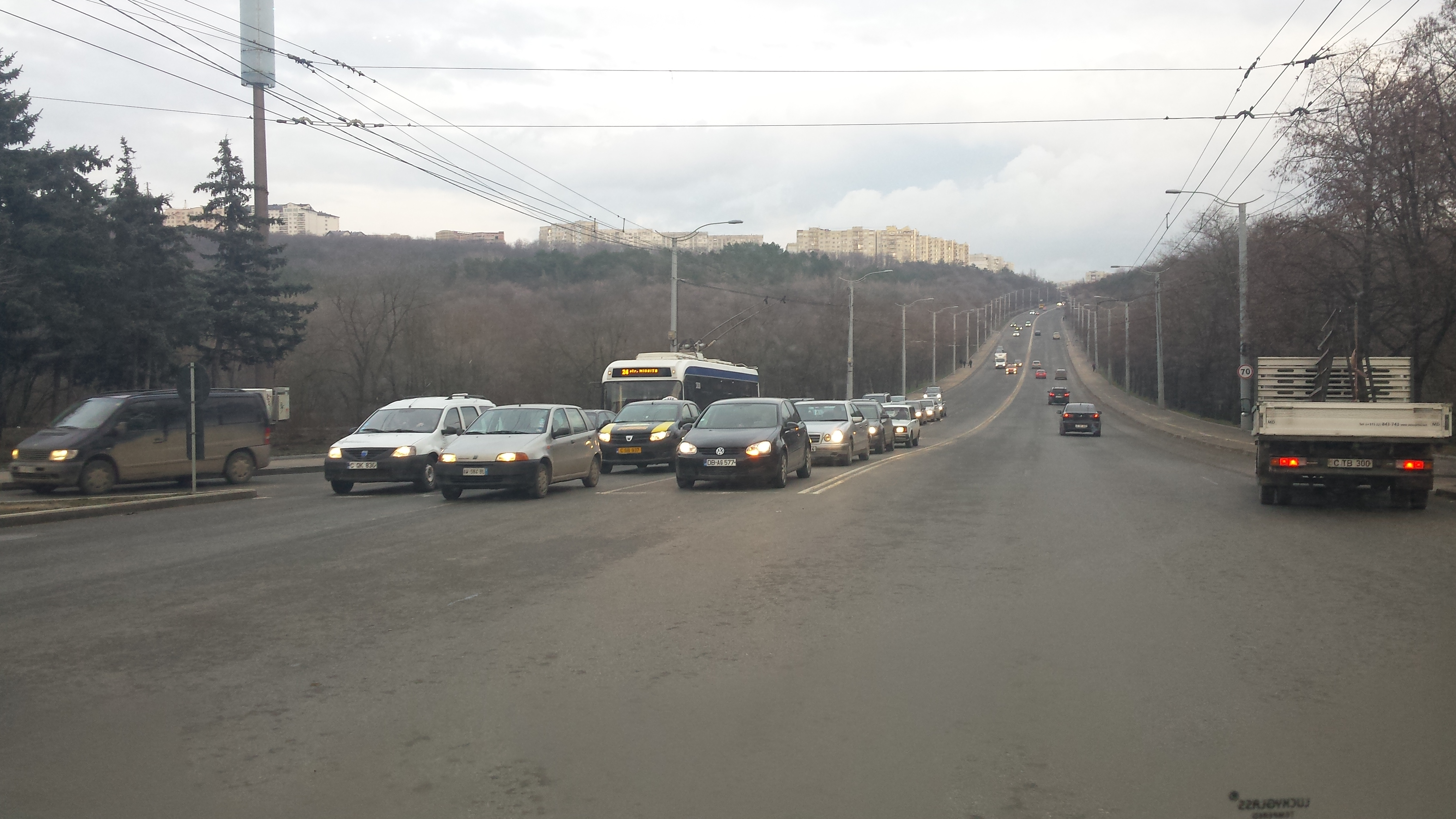
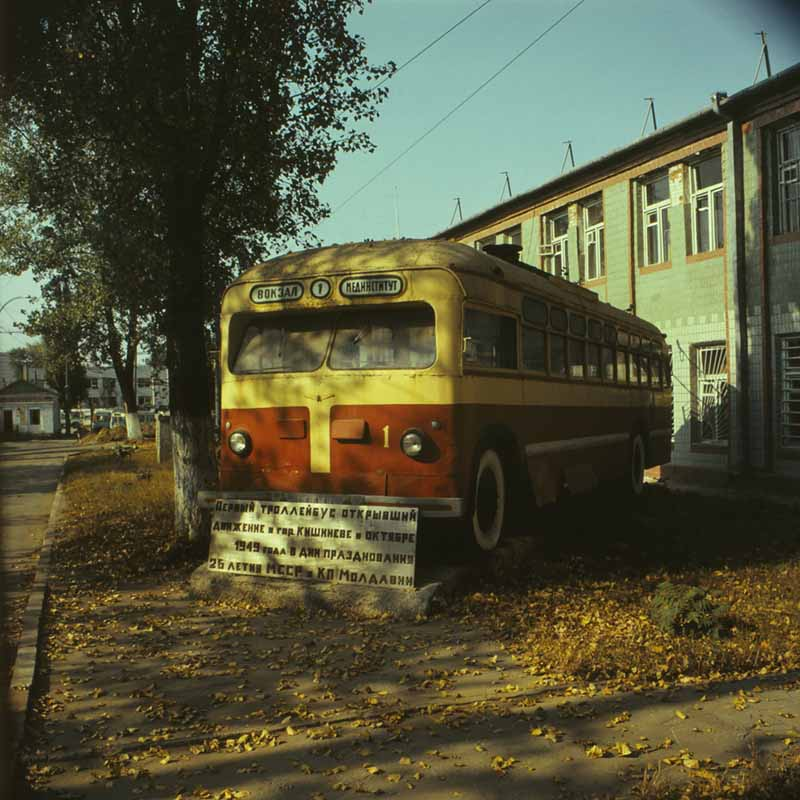
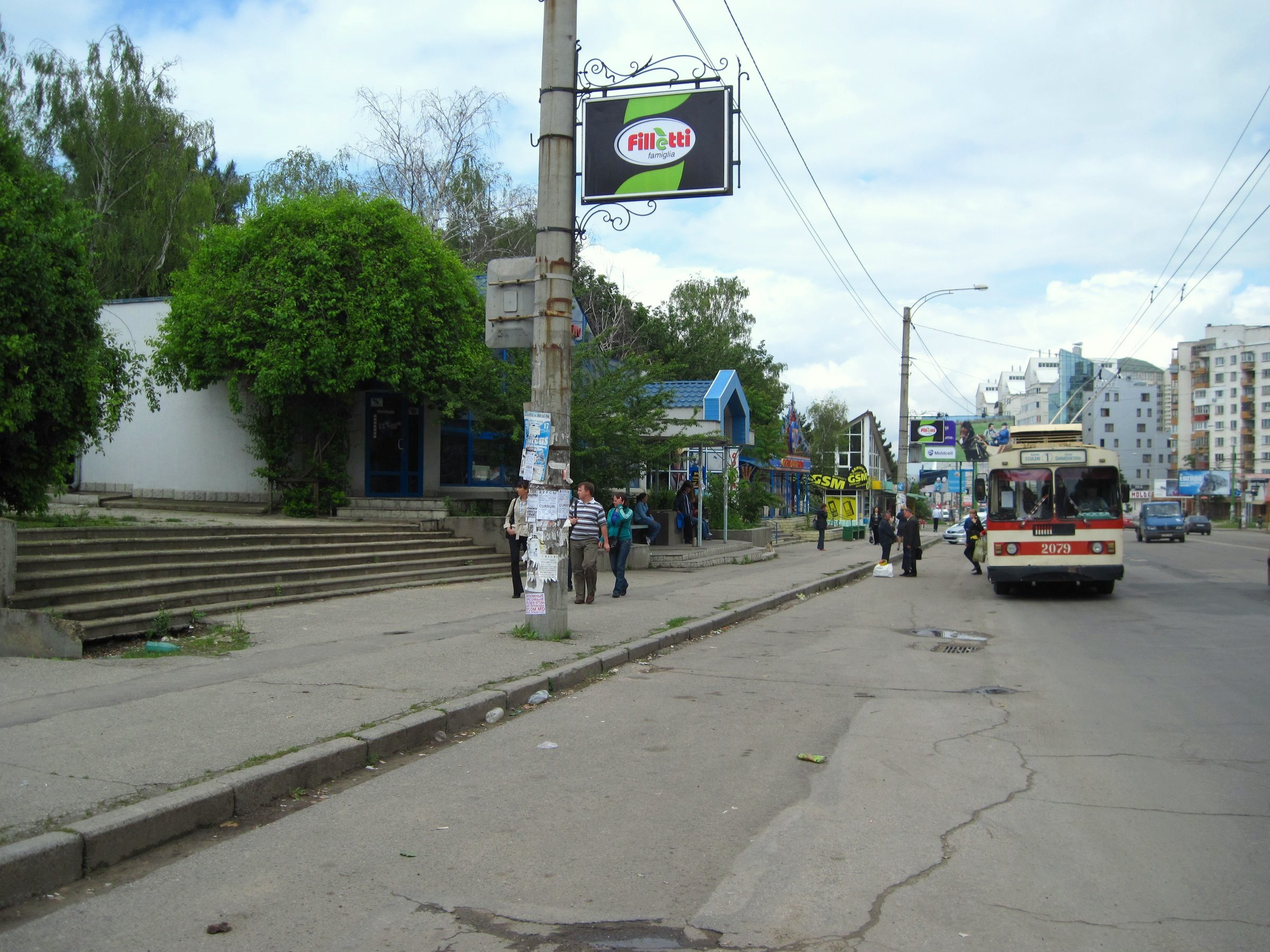
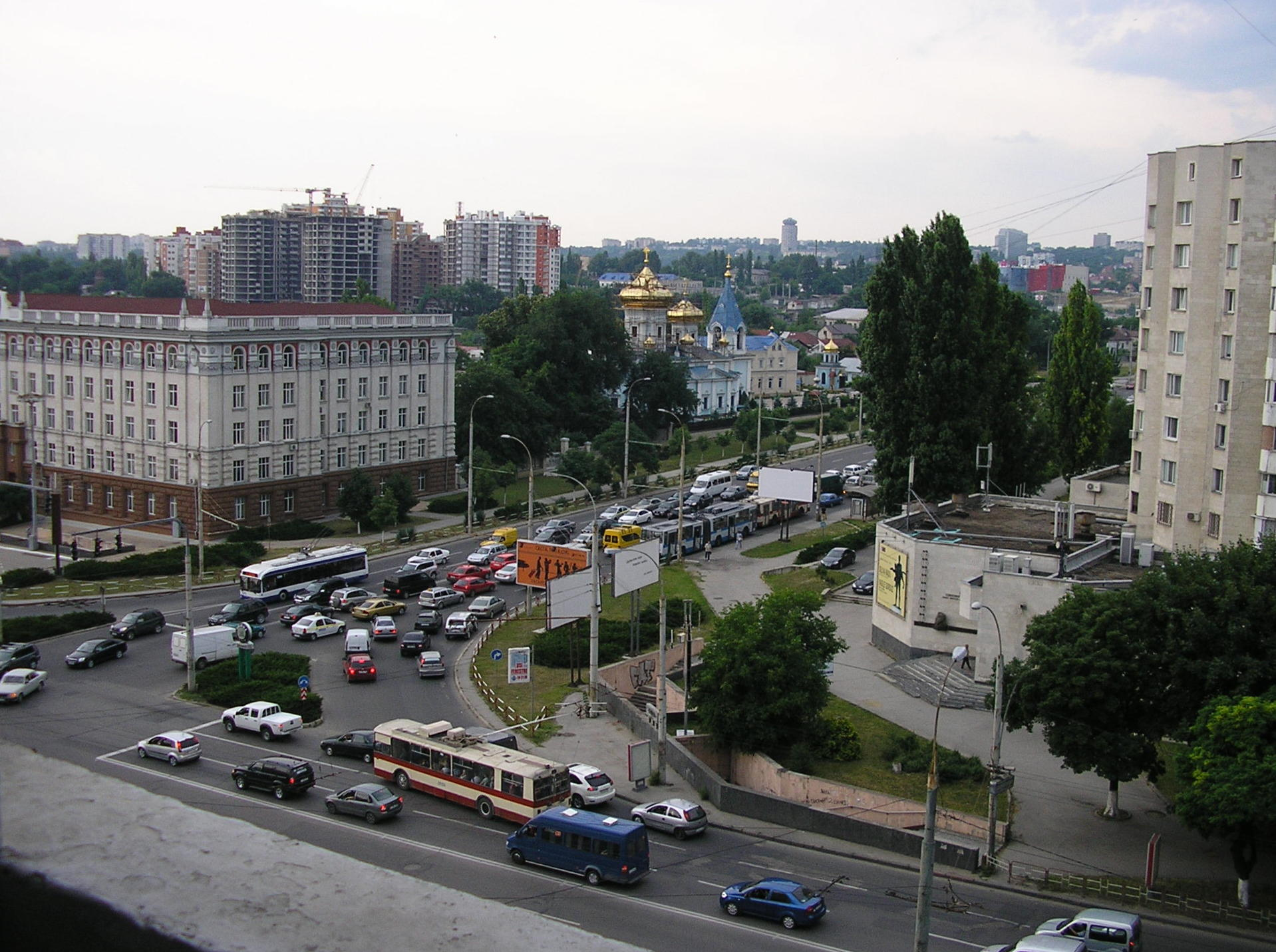